# Europarlamentari della X legislatura
Gli europarlamentari della X legislatura, eletti in occasione delle elezioni europee del 2024, sono i seguenti.

## Composizione storica
| Europarlamentare                    | Stato       | Lista                                                                                  | Gruppo | Gruppo                                                 |
| ----------------------------------- | ----------- | -------------------------------------------------------------------------------------- | ------ | ------------------------------------------------------ |
| Mika Aaltola                        | Finlandia   | Partito di Coalizione Nazionale                                                        |        | Gruppo del Partito Popolare Europeo                    |
| Maravillas Abadía Jover             | Spagna      | Partito Popolare                                                                       |        | Gruppo del Partito Popolare Europeo                    |
| Magdalena Adamowicz                 | Polonia     | Coalizione Civica (Indipendente)                                                       |        | Gruppo del Partito Popolare Europeo                    |
| Georgios Aftias                     | Grecia      | Nuova Democrazia                                                                       |        | Gruppo del Partito Popolare Europeo                    |
| Oihane Agirregoitia                 | Spagna      | Coalizione per un'Europa Solidale (Partito Nazionalista Basco)                         |        | Renew Europe                                           |
| Peter Agius                         | Malta       | Partito Nazionalista                                                                   |        | Gruppo del Partito Popolare Europeo                    |
| Alex Agius Saliba                   | Malta       | Partito Laburista                                                                      |        | Alleanza Progressista dei Socialisti e dei Democratici |
| Galato Alexandraki                  | Grecia      | Soluzione Greca                                                                        |        | Gruppo dei Conservatori e dei Riformisti Europei       |
| Grégory Allione                     | Francia     | Besoin d'Europe (Renaissance)                                                          |        | Renew Europe                                           |
| Abir Al-Sahlani                     | Svezia      | Partito di Centro                                                                      |        | Renew Europe                                           |
| Nikolaos Anadiotis                  | Grecia      | Vittoria                                                                               |        | Non iscritti                                           |
| Christine Anderson                  | Germania    | Alternative für Deutschland                                                            |        | Europa delle Nazioni Sovrane                           |
| Li Andersson                        | Finlandia   | Alleanza di Sinistra                                                                   |        | La Sinistra al Parlamento europeo                      |
| Rasmus Andresen                     | Germania    | Alleanza 90/I Verdi                                                                    |        | I Verdi/Alleanza Libera Europea                        |
| Barry Andrews                       | Irlanda     | Fianna Fáil                                                                            |        | Renew Europe                                           |
| Vytenis Andriukaitis                | Lituania    | Partito Socialdemocratico di Lituania                                                  |        | Alleanza Progressista dei Socialisti e dei Democratici |
| Mathilde Androuët                   | Francia     | La France Revient! (Rassemblement National)                                            |        | Patrioti per l'Europa                                  |
| Marc Angel                          | Lussemburgo | Partito Operaio Socialista Lussemburghese                                              |        | Alleanza Progressista dei Socialisti e dei Democratici |
| Gerolf Annemans                     | Belgio      | Vlaams Belang                                                                          |        | Patrioti per l'Europa                                  |
| Lucia Annunziata                    | Italia      | Partito Democratico                                                                    |        | Alleanza Progressista dei Socialisti e dei Democratici |
| Giuseppe Antoci                     | Italia      | Movimento 5 Stelle                                                                     |        | La Sinistra al Parlamento europeo                      |
| Pablo Arias Echeverría              | Spagna      | Partito Popolare                                                                       |        | Gruppo del Partito Popolare Europeo                    |
| Pascal Arimont                      | Belgio      | Les Engagés (Partito Cristiano Sociale)                                                |        | Gruppo del Partito Popolare Europeo                    |
| Bartosz Arłukowicz                  | Polonia     | Coalizione Civica (Piattaforma Civica)                                                 |        | Gruppo del Partito Popolare Europeo                    |
| Athanasios Arnaoutoglou             | Grecia      | Movimento per il Cambiamento                                                           |        | Alleanza Progressista dei Socialisti e dei Democratici |
| Anja Arndt                          | Germania    | Alternative für Deutschland                                                            |        | Europa delle Nazioni Sovrane                           |
| Konstantinos Arvanitis              | Grecia      | SYRIZA                                                                                 |        | La Sinistra al Parlamento europeo                      |
| Jaume Asens Llodrà                  | Spagna      | Sumar (Catalunya en Comú)                                                              |        | I Verdi/Alleanza Libera Europea                        |
| Francisco Assis                     | Portogallo  | Partito Socialista                                                                     |        | Alleanza Progressista dei Socialisti e dei Democratici |
| Daniel Attard                       | Malta       | Partito Laburista                                                                      |        | Alleanza Progressista dei Socialisti e dei Democratici |
| Manon Aubry                         | Francia     | La France insoumise                                                                    |        | La Sinistra al Parlamento europeo                      |
| René Aust                           | Germania    | Alternative für Deutschland                                                            |        | Europa delle Nazioni Sovrane                           |
| Petras Auštrevičius                 | Lituania    | Movimento dei Liberali della Repubblica di Lituania                                    |        | Renew Europe                                           |
| Adrian-George Axinia                | Romania     | Alleanza per l'Unione dei Romeni                                                       |        | Gruppo dei Conservatori e dei Riformisti Europei       |
| Malik Azmani                        | Paesi Bassi | Partito Popolare per la Libertà e la Democrazia                                        |        | Renew Europe                                           |
| Thomas Bajada                       | Malta       | Partito Laburista                                                                      |        | Alleanza Progressista dei Socialisti e dei Democratici |
| Jeannette Baljeu                    | Paesi Bassi | Partito Popolare per la Libertà e la Democrazia                                        |        | Renew Europe                                           |
| Laura Ballarin                      | Spagna      | Partito Socialista Operaio Spagnolo                                                    |        | Alleanza Progressista dei Socialisti e dei Democratici |
| Jordan Bardella                     | Francia     | La France Revient! (Rassemblement National)                                            |        | Patrioti per l'Europa                                  |
| Katarina Barley                     | Germania    | Partito Socialdemocratico di Germania                                                  |        | Alleanza Progressista dei Socialisti e dei Democratici |
| Dan Barna                           | Romania     | Alleanza Destra Unita (Unione Salvate la Romania)                                      |        | Renew Europe                                           |
| Pernando Barrena Arza               | Spagna      | Ahora Repúblicas (EH Bildu)                                                            |        | La Sinistra al Parlamento europeo                      |
| Stephen Nikola Bartulica            | Croazia     | Movimento Patriottico                                                                  |        | Gruppo dei Conservatori e dei Riformisti Europei       |
| Nikola Bartůšek                     | Rep. Ceca   | Přísaha a Motoristé (Přísaha)                                                          |        | Patrioti per l'Europa                                  |
| Arno Bausemer                       | Germania    | Alternative für Deutschland                                                            |        | Europa delle Nazioni Sovrane                           |
| Nicolas Bay                         | Francia     | La France Fière (Divers droite)                                                        |        | Gruppo dei Conservatori e dei Riformisti Europei       |
| Wouter Beke                         | Belgio      | Cristiano-Democratici e Fiamminghi                                                     |        | Gruppo del Partito Popolare Europeo                    |
| Fredi Beleri                        | Grecia      | Nuova Democrazia                                                                       |        | Gruppo del Partito Popolare Europeo                    |
| François-Xavier Bellamy             | Francia     | La Droite (I Repubblicani)                                                             |        | Gruppo del Partito Popolare Europeo                    |
| Adrian-Dragoş Benea                 | Romania     | Alleanza PSD PNL (Partito Social Democratico)                                          |        | Alleanza Progressista dei Socialisti e dei Democratici |
| Brando Benifei                      | Italia      | Partito Democratico                                                                    |        | Alleanza Progressista dei Socialisti e dei Democratici |
| Isabel Benjumea                     | Spagna      | Partito Popolare                                                                       |        | Gruppo del Partito Popolare Europeo                    |
| Monika Beňová                       | Slovacchia  | Direzione - Socialdemocrazia                                                           |        | Non iscritti                                           |
| Hildegard Bentele                   | Germania    | Unione Cristiano-Democratica di Germania                                               |        | Gruppo del Partito Popolare Europeo                    |
| Tom Berendsen                       | Paesi Bassi | Appello Cristiano Democratico                                                          |        | Gruppo del Partito Popolare Europeo                    |
| Sibylle Berg                        | Germania    | Die PARTEI                                                                             |        | Non iscritti                                           |
| Stefan Berger                       | Germania    | Unione Cristiano-Democratica di Germania                                               |        | Gruppo del Partito Popolare Europeo                    |
| Sergio Berlato                      | Italia      | Fratelli d'Italia                                                                      |        | Gruppo dei Conservatori e dei Riformisti Europei       |
| Alexander Bernhuber                 | Austria     | Partito Popolare Austriaco                                                             |        | Gruppo del Partito Popolare Europeo                    |
| Robert Biedroń                      | Polonia     | La Sinistra (Nuova Sinistra)                                                           |        | Alleanza Progressista dei Socialisti e dei Democratici |
| Adam Bielan                         | Polonia     | Destra Unita (Diritto e Giustizia)                                                     |        | Gruppo dei Conservatori e dei Riformisti Europei       |
| Gabriele Bischoff                   | Germania    | Partito Socialdemocratico di Germania                                                  |        | Alleanza Progressista dei Socialisti e dei Democratici |
| Ľuboš Blaha                         | Slovacchia  | Direzione - Socialdemocrazia                                                           |        | Non iscritti                                           |
| Vilija Blinkevičiūtė                | Lituania    | Partito Socialdemocratico di Lituania                                                  |        | Alleanza Progressista dei Socialisti e dei Democratici |
| Rachel Blom                         | Paesi Bassi | Partito per la Libertà                                                                 |        | Patrioti per l'Europa                                  |
| Michael Bloss                       | Germania    | Alleanza 90/I Verdi                                                                    |        | I Verdi/Alleanza Libera Europea                        |
| Tobiasz Bocheński                   | Polonia     | Destra Unita (Diritto e Giustizia)                                                     |        | Gruppo dei Conservatori e dei Riformisti Europei       |
| Damian Boeselager                   | Germania    | Volt Germania                                                                          |        | I Verdi/Alleanza Libera Europea                        |
| Rareș Bogdan                        | Romania     | Alleanza PSD PNL (Partito Nazionale Liberale)                                          |        | Gruppo del Partito Popolare Europeo                    |
| Stefano Bonaccini                   | Italia      | Partito Democratico                                                                    |        | Alleanza Progressista dei Socialisti e dei Democratici |
| Barbara Bonte                       | Belgio      | Vlaams Belang                                                                          |        | Patrioti per l'Europa                                  |
| Paolo Borchia                       | Italia      | Lega per Salvini Premier                                                               |        | Patrioti per l'Europa                                  |
| Mireia Borrás                       | Spagna      | Vox                                                                                    |        | Patrioti per l'Europa                                  |
| Zsuzsanna Borvendég                 | Ungheria    | Mi Hazánk Mozgalom                                                                     |        | Europa delle Nazioni Sovrane                           |
| Biljana Borzan                      | Croazia     | Fiumi di Giustizia (Partito Socialdemocratico di Croazia)                              |        | Alleanza Progressista dei Socialisti e dei Democratici |
| Gordan Bosanac                      | Croazia     | Možemo!                                                                                |        | I Verdi/Alleanza Libera Europea                        |
| Irmhild Boßdorf                     | Germania    | Alternative für Deutschland                                                            |        | Europa delle Nazioni Sovrane                           |
| Stine Bosse                         | Danimarca   | Moderati                                                                               |        | Renew Europe                                           |
| Marc Botenga                        | Belgio      | Partito del Lavoro del Belgio                                                          |        | La Sinistra al Parlamento europeo                      |
| Gilles Boyer                        | Francia     | Besoin d'Europe (Horizons)                                                             |        | Renew Europe                                           |
| Lynn Boylan                         | Irlanda     | Sinn Féin                                                                              |        | La Sinistra al Parlamento europeo                      |
| Helmut Brandstätter                 | Austria     | NEOS                                                                                   |        | Renew Europe                                           |
| Marie-Luce Brasier-Clain            | Francia     | La France Revient! (Rassemblement National)                                            |        | Patrioti per l'Europa                                  |
| Grzegorz Braun                      | Polonia     | Confederazione (Confederazione della Corona Polacca)                                   |        | Non iscritti                                           |
| Krzysztof Brejza                    | Polonia     | Coalizione Civica (Piattaforma Civica)                                                 |        | Gruppo del Partito Popolare Europeo                    |
| Saskia Bricmont                     | Belgio      | Ecolo                                                                                  |        | I Verdi/Alleanza Libera Europea                        |
| Nikolina Brnjac                     | Croazia     | Unione Democratica Croata                                                              |        | Gruppo del Partito Popolare Europeo                    |
| Joachim Brudziński                  | Polonia     | Destra Unita (Diritto e Giustizia)                                                     |        | Gruppo dei Conservatori e dei Riformisti Europei       |
| Anna Bryłka                         | Polonia     | Confederazione (Movimento Nazionale)                                                   |        | Non iscritti                                           |
| Markus Buchheit                     | Germania    | Alternative für Deutschland                                                            |        | Europa delle Nazioni Sovrane                           |
| Tomasz Buczek                       | Polonia     | Confederazione (Movimento Nazionale)                                                   |        | Non iscritti                                           |
| Daniel Buda                         | Romania     | Alleanza PSD PNL (Partito Nazionale Liberale)                                          |        | Gruppo del Partito Popolare Europeo                    |
| Waldemar Buda                       | Polonia     | Destra Unita (Diritto e Giustizia)                                                     |        | Gruppo dei Conservatori e dei Riformisti Europei       |
| Borys Budka                         | Polonia     | Coalizione Civica (Piattaforma Civica)                                                 |        | Gruppo del Partito Popolare Europeo                    |
| Sebastião Bugalho                   | Portogallo  | Alleanza Democratica (Indipendente)                                                    |        | Gruppo del Partito Popolare Europeo                    |
| Andrzej Buła                        | Polonia     | Coalizione Civica (Piattaforma Civica)                                                 |        | Gruppo del Partito Popolare Europeo                    |
| Udo Bullmann                        | Germania    | Partito Socialdemocratico di Germania                                                  |        | Alleanza Progressista dei Socialisti e dei Democratici |
| Delara Burkhardt                    | Germania    | Partito Socialdemocratico di Germania                                                  |        | Alleanza Progressista dei Socialisti e dei Democratici |
| Jorge Buxadé                        | Spagna      | Vox                                                                                    |        | Patrioti per l'Europa                                  |
| Petr Bystron                        | Germania    | Alternative für Deutschland                                                            |        | Europa delle Nazioni Sovrane                           |
| Jaroslav Bzoch                      | Rep. Ceca   | ANO 2011                                                                               |        | Patrioti per l'Europa                                  |
| Mélissa Camara                      | Francia     | Gli Ecologisti                                                                         |        | I Verdi/Alleanza Libera Europea                        |
| Pascal Canfin                       | Francia     | Besoin d'Europe (Renaissance)                                                          |        | Renew Europe                                           |
| Nina Carberry                       | Irlanda     | Fine Gael                                                                              |        | Gruppo del Partito Popolare Europeo                    |
| Gheorghe Cârciu                     | Romania     | Alleanza PSD PNL (Partito Social Democratico)                                          |        | Alleanza Progressista dei Socialisti e dei Democratici |
| Damien Carême                       | Francia     | La France insoumise                                                                    |        | La Sinistra al Parlamento europeo                      |
| David Casa                          | Malta       | Partito Nazionalista                                                                   |        | Gruppo del Partito Popolare Europeo                    |
| Daniel Caspary                      | Germania    | Unione Cristiano-Democratica di Germania                                               |        | Gruppo del Partito Popolare Europeo                    |
| Benoît Cassart                      | Belgio      | Movimento Riformatore                                                                  |        | Renew Europe                                           |
| Laurent Castillo                    | Francia     | La Droite (I Repubblicani)                                                             |        | Gruppo del Partito Popolare Europeo                    |
| Pilar del Castillo                  | Spagna      | Partito Popolare                                                                       |        | Gruppo del Partito Popolare Europeo                    |
| Anna Cavazzini                      | Germania    | Alleanza 90/I Verdi                                                                    |        | I Verdi/Alleanza Libera Europea                        |
| Stefano Cavedagna                   | Italia      | Fratelli d'Italia                                                                      |        | Gruppo dei Conservatori e dei Riformisti Europei       |
| Susanna Ceccardi                    | Italia      | Lega per Salvini Premier                                                               |        | Patrioti per l'Europa                                  |
| José Cepeda                         | Spagna      | Partito Socialista Operaio Spagnolo                                                    |        | Alleanza Progressista dei Socialisti e dei Democratici |
| Estelle Ceulemans                   | Belgio      | Partito Socialista                                                                     |        | Alleanza Progressista dei Socialisti e dei Democratici |
| Mohammed Chahim                     | Paesi Bassi | Sinistra Verde - Partito del Lavoro (Partito del Lavoro)                               |        | Alleanza Progressista dei Socialisti e dei Democratici |
| Leila Chaibi                        | Francia     | La France insoumise                                                                    |        | La Sinistra al Parlamento europeo                      |
| Olivier Chastel                     | Belgio      | Movimento Riformatore                                                                  |        | Renew Europe                                           |
| Caterina Chinnici                   | Italia      | Forza Italia - Noi Moderati (Forza Italia)                                             |        | Gruppo del Partito Popolare Europeo                    |
| Asger Christensen                   | Danimarca   | Venstre                                                                                |        | Renew Europe                                           |
| Carlo Ciccioli                      | Italia      | Fratelli d'Italia                                                                      |        | Gruppo dei Conservatori e dei Riformisti Europei       |
| Veronika Cifrová Ostrihoňová        | Slovacchia  | Slovacchia Progressista                                                                |        | Renew Europe                                           |
| Alessandro Ciriani                  | Italia      | Fratelli d'Italia                                                                      |        | Gruppo dei Conservatori e dei Riformisti Europei       |
| Anna Maria Cisint                   | Italia      | Lega per Salvini Premier                                                               |        | Patrioti per l'Europa                                  |
| Per Clausen                         | Danimarca   | Lista dell'Unità - I Rosso-Verdi                                                       |        | La Sinistra al Parlamento europeo                      |
| Christophe Clergeau                 | Francia     | Réveiller l'Europe (Partito Socialista)                                                |        | Alleanza Progressista dei Socialisti e dei Democratici |
| Antoni Comín                        | Spagna      | Junts Lliures x Europa                                                                 |        | Non iscritti                                           |
| David Cormand                       | Francia     | Gli Ecologisti                                                                         |        | I Verdi/Alleanza Libera Europea                        |
| Annalisa Corrado                    | Italia      | Partito Democratico                                                                    |        | Alleanza Progressista dei Socialisti e dei Democratici |
| Vivien Costanzo                     | Germania    | Partito Socialdemocratico di Germania                                                  |        | Alleanza Progressista dei Socialisti e dei Democratici |
| João Cotrim de Figueiredo           | Portogallo  | Iniziativa Liberale                                                                    |        | Renew Europe                                           |
| Barry Cowen                         | Irlanda     | Fianna Fáil                                                                            |        | Renew Europe                                           |
| Tobias Cremer                       | Germania    | Partito Socialdemocratico di Germania                                                  |        | Alleanza Progressista dei Socialisti e dei Democratici |
| Carmen Crespo                       | Spagna      | Partito Popolare                                                                       |        | Gruppo del Partito Popolare Europeo                    |
| Giovanni Crosetto                   | Italia      | Fratelli d'Italia                                                                      |        | Gruppo dei Conservatori e dei Riformisti Europei       |
| Paulo Cunha                         | Portogallo  | Alleanza Democratica (Partito Social Democratico)                                      |        | Gruppo del Partito Popolare Europeo                    |
| Henrik Dahl                         | Danimarca   | Alleanza Liberale                                                                      |        | Gruppo del Partito Popolare Europeo                    |
| Johan Danielsson                    | Svezia      | Partito Socialdemocratico dei Lavoratori di Svezia                                     |        | Alleanza Progressista dei Socialisti e dei Democratici |
| Marie Dauchy                        | Francia     | La France Revient! (Rassemblement National)                                            |        | Patrioti per l'Europa                                  |
| Dóra Dávid                          | Ungheria    | Partito del Rispetto e della Libertà                                                   |        | Gruppo del Partito Popolare Europeo                    |
| Ivan David                          | Rep. Ceca   | Libertà e Democrazia Diretta                                                           |        | Europa delle Nazioni Sovrane                           |
| Fabio De Masi                       | Germania    | Bündnis Sahra Wagenknecht                                                              |        | Non iscritti                                           |
| Salvatore De Meo                    | Italia      | Forza Italia - Noi Moderati (Forza Italia)                                             |        | Gruppo del Partito Popolare Europeo                    |
| Antonio Decaro                      | Italia      | Partito Democratico                                                                    |        | Alleanza Progressista dei Socialisti e dei Democratici |
| Danilo Della Valle                  | Italia      | Movimento 5 Stelle                                                                     |        | La Sinistra al Parlamento europeo                      |
| Raúl de la Hoz Quintano             | Spagna      | Partito Popolare                                                                       |        | Gruppo del Partito Popolare Europeo                    |
| Valérie Deloge                      | Francia     | La France Revient! (Rassemblement National)                                            |        | Patrioti per l'Europa                                  |
| Özlem Demirel                       | Germania    | Die Linke                                                                              |        | La Sinistra al Parlamento europeo                      |
| Tamás Deutsch                       | Ungheria    | Fidesz - KDNP (Fidesz)                                                                 |        | Patrioti per l'Europa                                  |
| Valérie Devaux                      | Francia     | Besoin d'Europe (Unione dei Democratici e degli Indipendenti)                          |        | Renew Europe                                           |
| Adnan Dibrani                       | Svezia      | Partito Socialdemocratico dei Lavoratori di Svezia                                     |        | Alleanza Progressista dei Socialisti e dei Democratici |
| Elio Di Rupo                        | Belgio      | Partito Socialista                                                                     |        | Alleanza Progressista dei Socialisti e dei Democratici |
| Ton Diepeveen                       | Paesi Bassi | Partito per la Libertà                                                                 |        | Patrioti per l'Europa                                  |
| Elisabeth Dieringer-Granzer         | Austria     | Partito della Libertà Austriaco                                                        |        | Patrioti per l'Europa                                  |
| Vasile Dîncu                        | Romania     | Alleanza PSD PNL (Partito Social Democratico)                                          |        | Alleanza Progressista dei Socialisti e dei Democratici |
| Mélanie Disdier                     | Francia     | La France Revient! (Rassemblement National)                                            |        | Patrioti per l'Europa                                  |
| Klára Dobrev                        | Ungheria    | DK - MSZP - P (Coalizione Democratica)                                                 |        | Alleanza Progressista dei Socialisti e dei Democratici |
| Paulo Do Nascimento Cabral          | Portogallo  | Alleanza Democratica (Partito Social Democratico)                                      |        | Gruppo del Partito Popolare Europeo                    |
| Regina Doherty                      | Irlanda     | Fine Gael                                                                              |        | Gruppo del Partito Popolare Europeo                    |
| Christian Doleschal                 | Germania    | Unione Cristiano-Sociale in Baviera                                                    |        | Gruppo del Partito Popolare Europeo                    |
| Elena Donazzan                      | Italia      | Fratelli d'Italia                                                                      |        | Gruppo dei Conservatori e dei Riformisti Europei       |
| Herbert Dorfmann                    | Italia      | Südtiroler Volkspartei                                                                 |        | Gruppo del Partito Popolare Europeo                    |
| Ondřej Dostál                       | Rep. Ceca   | Stačilo! (Democratici Uniti - Associazione degli Indipendenti)                         |        | Non iscritti                                           |
| Klára Dostálová                     | Rep. Ceca   | ANO 2011                                                                               |        | Patrioti per l'Europa                                  |
| Siegbert Frank Droese               | Germania    | Alternative für Deutschland                                                            |        | Europa delle Nazioni Sovrane                           |
| Lena Düpont                         | Germania    | Unione Cristiano-Democratica di Germania                                               |        | Gruppo del Partito Popolare Europeo                    |
| Gaëtan Dussausaye                   | Francia     | La France Revient! (Rassemblement National)                                            |        | Patrioti per l'Europa                                  |
| Michał Dworczyk                     | Polonia     | Destra Unita (Diritto e Giustizia)                                                     |        | Gruppo dei Conservatori e dei Riformisti Europei       |
| Matthias Ecke                       | Germania    | Partito Socialdemocratico di Germania                                                  |        | Alleanza Progressista dei Socialisti e dei Democratici |
| Jan Christian Ehler                 | Germania    | Unione Cristiano-Democratica di Germania                                               |        | Gruppo del Partito Popolare Europeo                    |
| Marieke Ehlers                      | Paesi Bassi | Partito per la Libertà                                                                 |        | Patrioti per l'Europa                                  |
| Bas Eickhout                        | Paesi Bassi | Sinistra Verde - Partito del Lavoro (Sinistra Verde)                                   |        | I Verdi/Alleanza Libera Europea                        |
| Sofie Eriksson                      | Svezia      | Partito Socialdemocratico dei Lavoratori di Svezia                                     |        | Alleanza Progressista dei Socialisti e dei Democratici |
| Dick Erixon                         | Svezia      | Democratici Svedesi                                                                    |        | Gruppo dei Conservatori e dei Riformisti Europei       |
| Engin Eroglu                        | Germania    | Liberi Elettori                                                                        |        | Renew Europe                                           |
| Rosa Estaràs                        | Spagna      | Partito Popolare                                                                       |        | Gruppo del Partito Popolare Europeo                    |
| Sebastian Everding                  | Germania    | Partito per l'Umanità, l'Ambiente e la Protezione degli Animali                        |        | La Sinistra al Parlamento europeo                      |
| Alma Ezcurra                        | Spagna      | Partito Popolare                                                                       |        | Gruppo del Partito Popolare Europeo                    |
| Gheorghe Falcă                      | Romania     | Alleanza PSD PNL (Partito Nazionale Liberale)                                          |        | Gruppo del Partito Popolare Europeo                    |
| Marco Falcone                       | Italia      | Forza Italia - Noi Moderati (Forza Italia)                                             |        | Gruppo del Partito Popolare Europeo                    |
| Nikolaos Farantouris                | Grecia      | SYRIZA                                                                                 |        | La Sinistra al Parlamento europeo                      |
| Laurence Farreng                    | Francia     | Besoin d'Europe (Movimento Democratico)                                                |        | Renew Europe                                           |
| Jan Farský                          | Rep. Ceca   | Sindaci e Personalità per l’Europa                                                     |        | Gruppo del Partito Popolare Europeo                    |
| Markus Ferber                       | Germania    | Unione Cristiano-Sociale in Baviera                                                    |        | Gruppo del Partito Popolare Europeo                    |
| Viktória Ferenc                     | Ungheria    | Fidesz - KDNP (Fidesz)                                                                 |        | Patrioti per l'Europa                                  |
| Jonás Fernández                     | Spagna      | Partito Socialista Operaio Spagnolo                                                    |        | Alleanza Progressista dei Socialisti e dei Democratici |
| Carlo Fidanza                       | Italia      | Fratelli d'Italia                                                                      |        | Gruppo dei Conservatori e dei Riformisti Europei       |
| Pietro Fiocchi                      | Italia      | Fratelli d'Italia                                                                      |        | Gruppo dei Conservatori e dei Riformisti Europei       |
| Gabriela Firea                      | Romania     | Alleanza PSD PNL (Partito Social Democratico)                                          |        | Alleanza Progressista dei Socialisti e dei Democratici |
| Ruth Firmenich                      | Germania    | Bündnis Sahra Wagenknecht                                                              |        | Non iscritti                                           |
| Claire Fita                         | Francia     | Réveiller l'Europe (Partito Socialista)                                                |        | Alleanza Progressista dei Socialisti e dei Democratici |
| Luke Flanagan                       | Irlanda     | Indipendente                                                                           |        | La Sinistra al Parlamento europeo                      |
| Loucas Fourlas                      | Cipro       | Raggruppamento Democratico                                                             |        | Gruppo del Partito Popolare Europeo                    |
| Emma Fourreau                       | Francia     | La France insoumise                                                                    |        | La Sinistra al Parlamento europeo                      |
| Emmanouil Fragkos                   | Grecia      | Soluzione Greca                                                                        |        | Gruppo dei Conservatori e dei Riformisti Europei       |
| Daniel Freund                       | Germania    | Alleanza 90/I Verdi                                                                    |        | I Verdi/Alleanza Libera Europea                        |
| Anne-Sophie Frigout                 | Francia     | La France Revient! (Rassemblement National)                                            |        | Patrioti per l'Europa                                  |
| Sigrid Friis                        | Danimarca   | Sinistra Radicale                                                                      |        | Renew Europe                                           |
| Heléne Fritzon                      | Svezia      | Partito Socialdemocratico dei Lavoratori di Svezia                                     |        | Alleanza Progressista dei Socialisti e dei Democratici |
| Tomasz Froelich                     | Germania    | Alternative für Deutschland                                                            |        | Europa delle Nazioni Sovrane                           |
| Niels Fuglsang                      | Danimarca   | Socialdemocratici                                                                      |        | Alleanza Progressista dei Socialisti e dei Democratici |
| Kathleen Funchion                   | Irlanda     | Sinn Féin                                                                              |        | La Sinistra al Parlamento europeo                      |
| Angéline Furet                      | Francia     | La France Revient! (Rassemblement National)                                            |        | Patrioti per l'Europa                                  |
| Mario Furore                        | Italia      | Movimento 5 Stelle                                                                     |        | La Sinistra al Parlamento europeo                      |
| Michael Gahler                      | Germania    | Unione Cristiano-Democratica di Germania                                               |        | Gruppo del Partito Popolare Europeo                    |
| Kinga Gál                           | Ungheria    | Fidesz - KDNP (Fidesz)                                                                 |        | Patrioti per l'Europa                                  |
| Estrella Galán                      | Spagna      | Sumar (Movimiento Sumar)                                                               |        | La Sinistra al Parlamento europeo                      |
| Lina Gálvez Muñoz                   | Spagna      | Partito Socialista Operaio Spagnolo                                                    |        | Alleanza Progressista dei Socialisti e dei Democratici |
| Alberico Gambino                    | Italia      | Fratelli d'Italia                                                                      |        | Gruppo dei Conservatori e dei Riformisti Europei       |
| Iratxe García Pérez                 | Spagna      | Partito Socialista Operaio Spagnolo                                                    |        | Alleanza Progressista dei Socialisti e dei Democratici |
| Raquel Garcia Hermida-van der Walle | Paesi Bassi | Democratici 66                                                                         |        | Renew Europe                                           |
| Jean-Paul Garraud                   | Francia     | La France Revient! (Rassemblement National)                                            |        | Patrioti per l'Europa                                  |
| Kamila Gasiuk-Pihowicz              | Polonia     | Coalizione Civica (Piattaforma Civica)                                                 |        | Gruppo del Partito Popolare Europeo                    |
| Geadis Geadi                        | Cipro       | Fronte Popolare Nazionale                                                              |        | Gruppo dei Conservatori e dei Riformisti Europei       |
| Hanna Gedin                         | Svezia      | Partito della Sinistra                                                                 |        | La Sinistra al Parlamento europeo                      |
| Alexandra Geese                     | Germania    | Alleanza 90/I Verdi                                                                    |        | I Verdi/Alleanza Libera Europea                        |
| Jens Geier                          | Germania    | Partito Socialdemocratico di Germania                                                  |        | Alleanza Progressista dei Socialisti e dei Democratici |
| Thomas Geisel                       | Germania    | Bündnis Sahra Wagenknecht                                                              |        | Non iscritti                                           |
| Chiara Maria Gemma                  | Italia      | Fratelli d'Italia                                                                      |        | Gruppo dei Conservatori e dei Riformisti Europei       |
| Giorgos Georgiou                    | Cipro       | Partito Progressista dei Lavoratori                                                    |        | La Sinistra al Parlamento europeo                      |
| Gerben-Jan Gerbrandy                | Paesi Bassi | Democratici 66                                                                         |        | Renew Europe                                           |
| Jean-Marc Germain                   | Francia     | Réveiller l'Europe (Partito Socialista)                                                |        | Alleanza Progressista dei Socialisti e dei Democratici |
| Gabriella Gerzsenyi                 | Ungheria    | Partito del Rispetto e della Libertà                                                   |        | Gruppo del Partito Popolare Europeo                    |
| Niels Geuking                       | Germania    | Partito delle Famiglie di Germania                                                     |        | Gruppo del Partito Popolare Europeo                    |
| Jens Gieseke                        | Germania    | Unione Cristiano-Democratica di Germania                                               |        | Gruppo del Partito Popolare Europeo                    |
| Borja Giménez Larraz                | Spagna      | Partito Popolare                                                                       |        | Gruppo del Partito Popolare Europeo                    |
| Juan Carlos Girauta                 | Spagna      | Vox                                                                                    |        | Patrioti per l'Europa                                  |
| Sunčana Glavak                      | Croazia     | Unione Democratica Croata                                                              |        | Gruppo del Partito Popolare Europeo                    |
| Andreas Glück                       | Germania    | Partito Liberale Democratico                                                           |        | Renew Europe                                           |
| Raphaël Glucksmann                  | Francia     | Réveiller l'Europe (Place publique)                                                    |        | Alleanza Progressista dei Socialisti e dei Democratici |
| Charles Goerens                     | Lussemburgo | Partito Democratico                                                                    |        | Renew Europe                                           |
| Christophe Gomart                   | Francia     | La Droite (I Repubblicani)                                                             |        | Gruppo del Partito Popolare Europeo                    |
| Isilda Gomes                        | Portogallo  | Partito Socialista                                                                     |        | Alleanza Progressista dei Socialisti e dei Democratici |
| Sandra Gómez                        | Spagna      | Partito Socialista Operaio Spagnolo                                                    |        | Alleanza Progressista dei Socialisti e dei Democratici |
| Bruno Gonçalves                     | Portogallo  | Partito Socialista                                                                     |        | Alleanza Progressista dei Socialisti e dei Democratici |
| Sérgio Gonçalves                    | Portogallo  | Partito Socialista                                                                     |        | Alleanza Progressista dei Socialisti e dei Democratici |
| Nicolás González Casares            | Spagna      | Partito Socialista Operaio Spagnolo                                                    |        | Alleanza Progressista dei Socialisti e dei Democratici |
| Esteban González Pons               | Spagna      | Partito Popolare                                                                       |        | Gruppo del Partito Popolare Europeo                    |
| Giorgio Gori                        | Italia      | Partito Democratico                                                                    |        | Alleanza Progressista dei Socialisti e dei Democratici |
| Małgorzata Gosiewska                | Polonia     | Destra Unita (Diritto e Giustizia)                                                     |        | Gruppo dei Conservatori e dei Riformisti Europei       |
| Dirk Gotink                         | Paesi Bassi | Nuovo Contratto Sociale                                                                |        | Gruppo del Partito Popolare Europeo                    |
| Sandro Gozi                         | Francia     | Besoin d'Europe (Movimento Democratico)                                                |        | Renew Europe                                           |
| Maria Grapini                       | Romania     | Alleanza PSD PNL (Partito Social Democratico)                                          |        | Alleanza Progressista dei Socialisti e dei Democratici |
| Petras Gražulis                     | Lituania    | Unione del Popolo e della Giustizia                                                    |        | Europa delle Nazioni Sovrane                           |
| Markéta Gregorová                   | Rep. Ceca   | Partito Pirata Ceco                                                                    |        | I Verdi/Alleanza Libera Europea                        |
| Branko Grims                        | Slovenia    | Partito Democratico Sloveno                                                            |        | Gruppo del Partito Popolare Europeo                    |
| Catherine Griset                    | Francia     | La France Revient! (Rassemblement National)                                            |        | Patrioti per l'Europa                                  |
| Bart Groothuis                      | Paesi Bassi | Partito Popolare per la Libertà e la Democrazia                                        |        | Renew Europe                                           |
| Elisabeth Grossmann                 | Austria     | Partito Socialdemocratico d'Austria                                                    |        | Alleanza Progressista dei Socialisti e dei Democratici |
| Christophe Grudler                  | Francia     | Besoin d'Europe (Movimento Democratico)                                                |        | Renew Europe                                           |
| Elisabetta Gualmini                 | Italia      | Partito Democratico                                                                    |        | Alleanza Progressista dei Socialisti e dei Democratici |
| Cristina Guarda                     | Italia      | Alleanza Verdi e Sinistra (Europa Verde)                                               |        | I Verdi/Alleanza Libera Europea                        |
| Bernard Guetta                      | Francia     | Besoin d'Europe (Indipendente)                                                         |        | Renew Europe                                           |
| Maria Guzenina                      | Finlandia   | Partito Socialdemocratico Finlandese                                                   |        | Alleanza Progressista dei Socialisti e dei Democratici |
| Balázs Győrffy                      | Ungheria    | Fidesz - KDNP (Fidesz)                                                                 |        | Patrioti per l'Europa                                  |
| Enikő Győri                         | Ungheria    | Fidesz - KDNP (Fidesz)                                                                 |        | Patrioti per l'Europa                                  |
| András Gyürk                        | Ungheria    | Fidesz - KDNP (Fidesz)                                                                 |        | Patrioti per l'Europa                                  |
| Svenja Hahn                         | Germania    | Partito Liberale Democratico                                                           |        | Renew Europe                                           |
| Roman Haider                        | Austria     | Partito della Libertà Austriaco                                                        |        | Patrioti per l'Europa                                  |
| Andrzej Halicki                     | Polonia     | Coalizione Civica (Piattaforma Civica)                                                 |        | Gruppo del Partito Popolare Europeo                    |
| Christophe Hansen                   | Lussemburgo | Partito Popolare Cristiano Sociale                                                     |        | Gruppo del Partito Popolare Europeo                    |
| Niels Flemming Hansen               | Danimarca   | Partito Popolare Conservatore                                                          |        | Gruppo del Partito Popolare Europeo                    |
| Rima Hassan                         | Francia     | La France insoumise                                                                    |        | La Sinistra al Parlamento europeo                      |
| Michalis Hatzipantelas              | Cipro       | Raggruppamento Democratico                                                             |        | Gruppo del Partito Popolare Europeo                    |
| Gerald Hauser                       | Austria     | Partito della Libertà Austriaco                                                        |        | Patrioti per l'Europa                                  |
| Martin Häusling                     | Germania    | Alleanza 90/I Verdi                                                                    |        | I Verdi/Alleanza Libera Europea                        |
| Mircea Hava                         | Romania     | Alleanza PSD PNL (Partito Nazionale Liberale)                                          |        | Gruppo del Partito Popolare Europeo                    |
| Valérie Hayer                       | Francia     | Besoin d'Europe (Renaissance)                                                          |        | Renew Europe                                           |
| Anja Hazekamp                       | Paesi Bassi | Partito per gli Animali                                                                |        | La Sinistra al Parlamento europeo                      |
| Hannes Heide                        | Austria     | Partito Socialdemocratico d'Austria                                                    |        | Alleanza Progressista dei Socialisti e dei Democratici |
| Eero Heinäluoma                     | Finlandia   | Partito Socialdemocratico Finlandese                                                   |        | Alleanza Progressista dei Socialisti e dei Democratici |
| Anna-Maja Henriksson                | Finlandia   | Partito Popolare Svedese di Finlandia                                                  |        | Renew Europe                                           |
| Niclas Herbst                       | Germania    | Unione Cristiano-Democratica di Germania                                               |        | Gruppo del Partito Popolare Europeo                    |
| Esther Herranz García               | Spagna      | Partito Popolare                                                                       |        | Gruppo del Partito Popolare Europeo                    |
| Krzysztof Hetman                    | Polonia     | Terza Via (Partito Popolare Polacco)                                                   |        | Gruppo del Partito Popolare Europeo                    |
| Martin Hlaváček                     | Rep. Ceca   | ANO 2011                                                                               |        | Patrioti per l'Europa                                  |
| Monika Hohlmeier                    | Germania    | Unione Cristiano-Sociale in Baviera                                                    |        | Gruppo del Partito Popolare Europeo                    |
| Martin Hojsík                       | Slovacchia  | Slovacchia Progressista                                                                |        | Renew Europe                                           |
| Pär Holmgren                        | Svezia      | Partito Ambientalista i Verdi                                                          |        | I Verdi/Alleanza Libera Europea                        |
| György Hölvényi                     | Ungheria    | Fidesz - KDNP (KDNP)                                                                   |        | Patrioti per l'Europa                                  |
| Alicia Homs Ginel                   | Spagna      | Partito Socialista Operaio Spagnolo                                                    |        | Alleanza Progressista dei Socialisti e dei Democratici |
| Sérgio Humberto                     | Portogallo  | Alleanza Democratica (Partito Social Democratico)                                      |        | Gruppo del Partito Popolare Europeo                    |
| Ivars Ijabs                         | Lettonia    | Per lo Sviluppo della Lettonia                                                         |        | Renew Europe                                           |
| Céline Imart                        | Francia     | La Droite (I Repubblicani)                                                             |        | Gruppo del Partito Popolare Europeo                    |
| Evin Incir                          | Svezia      | Partito Socialdemocratico dei Lavoratori di Svezia                                     |        | Alleanza Progressista dei Socialisti e dei Democratici |
| Paolo Inselvini                     | Italia      | Fratelli d'Italia                                                                      |        | Gruppo dei Conservatori e dei Riformisti Europei       |
| Diana Iovanovici Șoșoacă            | Romania     | S.O.S. Romania                                                                         |        | Non iscritti                                           |
| Patryk Jaki                         | Polonia     | Destra Unita (Polonia Sovrana)                                                         |        | Gruppo dei Conservatori e dei Riformisti Europei       |
| Hana Jalloul                        | Spagna      | Partito Socialista Operaio Spagnolo                                                    |        | Alleanza Progressista dei Socialisti e dei Democratici |
| France Jamet                        | Francia     | La France Revient! (Rassemblement National)                                            |        | Patrioti per l'Europa                                  |
| Adam Jarubas                        | Polonia     | Terza Via (Partito Popolare Polacco)                                                   |        | Gruppo del Partito Popolare Europeo                    |
| Romana Jerković Kraljić             | Croazia     | Fiumi di Giustizia (Partito Socialdemocratico di Croazia)                              |        | Alleanza Progressista dei Socialisti e dei Democratici |
| Marc Jongen                         | Germania    | Alternative für Deutschland                                                            |        | Europa delle Nazioni Sovrane                           |
| Dariusz Joński                      | Polonia     | Coalizione Civica (Iniziativa Polacca)                                                 |        | Gruppo del Partito Popolare Europeo                    |
| Virginie Joron                      | Francia     | La France Revient! (Rassemblement National)                                            |        | Patrioti per l'Europa                                  |
| Sylvie Josserand                    | Francia     | La France Revient! (Rassemblement National)                                            |        | Patrioti per l'Europa                                  |
| Pierre Jouvet                       | Francia     | Réveiller l'Europe (Partito Socialista)                                                |        | Alleanza Progressista dei Socialisti e dei Democratici |
| Irena Joveva                        | Slovenia    | Movimento Libertà                                                                      |        | Renew Europe                                           |
| Rasa Juknevičienė                   | Lituania    | Unione della Patria - Democratici Cristiani di Lituania                                |        | Gruppo del Partito Popolare Europeo                    |
| Nora Junco                          | Spagna      | Se Acabó La Fiesta                                                                     |        | Non iscritti                                           |
| Alexander Jungbluth                 | Germania    | Alternative für Deutschland                                                            |        | Europa delle Nazioni Sovrane                           |
| Taner Kabilov                       | Bulgaria    | Movimento per i Diritti e le Libertà                                                   |        | Renew Europe                                           |
| François Kalfon                     | Francia     | Réveiller l'Europe (Partito Socialista)                                                |        | Alleanza Progressista dei Socialisti e dei Democratici |
| Erik Kaliňák                        | Slovacchia  | Direzione - Socialdemocrazia                                                           |        | Non iscritti                                           |
| Marina Kaljurand                    | Estonia     | Partito Socialdemocratico                                                              |        | Alleanza Progressista dei Socialisti e dei Democratici |
| Sandra Kalniete                     | Lettonia    | Nuova Unità                                                                            |        | Gruppo del Partito Popolare Europeo                    |
| Mariusz Kamiński                    | Polonia     | Destra Unita (Diritto e Giustizia)                                                     |        | Gruppo dei Conservatori e dei Riformisti Europei       |
| Radan Kanev                         | Bulgaria    | Continuiamo il Cambiamento - Bulgaria Democratica (Democratici per una Bulgaria Forte) |        | Gruppo del Partito Popolare Europeo                    |
| Assita Kanko                        | Belgio      | Nuova Alleanza Fiamminga                                                               |        | Gruppo dei Conservatori e dei Riformisti Europei       |
| Karin Karlsbro                      | Svezia      | Liberali                                                                               |        | Renew Europe                                           |
| Fernand Kartheiser                  | Lussemburgo | Partito Riformista di Alternativa Democratica                                          |        | Gruppo dei Conservatori e dei Riformisti Europei       |
| Ľubica Karvašová                    | Slovacchia  | Slovacchia Progressista                                                                |        | Renew Europe                                           |
| Elsi Katainen                       | Finlandia   | Partito di Centro Finlandese                                                           |        | Renew Europe                                           |
| Emmanouil Kefalogiannis             | Grecia      | Nuova Democrazia                                                                       |        | Gruppo del Partito Popolare Europeo                    |
| Billy Kelleher                      | Irlanda     | Fianna Fáil                                                                            |        | Renew Europe                                           |
| Fabienne Keller                     | Francia     | Besoin d'Europe (Renaissance)                                                          |        | Renew Europe                                           |
| Seán Kelly                          | Irlanda     | Fine Gael                                                                              |        | Gruppo del Partito Popolare Europeo                    |
| Rudi Kennes                         | Belgio      | Partito del Lavoro del Belgio                                                          |        | La Sinistra al Parlamento europeo                      |
| Mary Khan                           | Germania    | Alternative für Deutschland                                                            |        | Europa delle Nazioni Sovrane                           |
| Marcin Kierwiński                   | Polonia     | Coalizione Civica (Piattaforma Civica)                                                 |        | Gruppo del Partito Popolare Europeo                    |
| Sophia Kircher                      | Austria     | Partito Popolare Austriaco                                                             |        | Gruppo del Partito Popolare Europeo                    |
| Sarah Knafo                         | Francia     | La France Fière (Reconquête)                                                           |        | Europa delle Nazioni Sovrane                           |
| Ondřej Knotek                       | Rep. Ceca   | ANO 2011                                                                               |        | Patrioti per l'Europa                                  |
| Michał Kobosko                      | Polonia     | Terza Via (Polonia 2050)                                                               |        | Renew Europe                                           |
| Stefan Köhler                       | Germania    | Unione Cristiano-Sociale in Baviera                                                    |        | Gruppo del Partito Popolare Europeo                    |
| Łukasz Kohut                        | Polonia     | Coalizione Civica (Indipendente)                                                       |        | Gruppo del Partito Popolare Europeo                    |
| Arba Kokalari                       | Svezia      | Partito Moderato                                                                       |        | Gruppo del Partito Popolare Europeo                    |
| Ondřej Kolář                        | Rep. Ceca   | Spolu (TOP 09)                                                                         |        | Gruppo del Partito Popolare Europeo                    |
| Kinga Kollár                        | Ungheria    | Partito del Rispetto e della Libertà                                                   |        | Gruppo del Partito Popolare Europeo                    |
| Rihards Kols                        | Lettonia    | Alleanza Nazionale                                                                     |        | Gruppo dei Conservatori e dei Riformisti Europei       |
| Kateřina Konečná                    | Rep. Ceca   | Stačilo! (Partito Comunista di Boemia e Moravia)                                       |        | Non iscritti                                           |
| Ewa Kopacz                          | Polonia     | Coalizione Civica (Piattaforma Civica)                                                 |        | Gruppo del Partito Popolare Europeo                    |
| Moritz Körner                       | Germania    | Partito Liberale Democratico                                                           |        | Renew Europe                                           |
| Elena Kountoura                     | Grecia      | SYRIZA                                                                                 |        | La Sinistra al Parlamento europeo                      |
| Ondřej Kovařík                      | Rep. Ceca   | ANO 2011                                                                               |        | Patrioti per l'Europa                                  |
| Andrey Kovatchev                    | Bulgaria    | GERB - SDS (Cittadini per lo Sviluppo Europeo della Bulgaria)                          |        | Gruppo del Partito Popolare Europeo                    |
| Maximilian Krah                     | Germania    | Alternative für Deutschland                                                            |        | Non iscritti                                           |
| Vilis Krištopans                    | Lettonia    | Prima la Lettonia                                                                      |        | Patrioti per l'Europa                                  |
| Sebastian Kruis                     | Paesi Bassi | Partito per la Libertà                                                                 |        | Patrioti per l'Europa                                  |
| Ondřej Krutilek                     | Rep. Ceca   | Spolu (Partito Democratico Civico)                                                     |        | Gruppo dei Conservatori e dei Riformisti Europei       |
| Andrius Kubilius                    | Lituania    | Unione della Patria - Democratici Cristiani di Lituania                                |        | Gruppo del Partito Popolare Europeo                    |
| Alice Bah Kuhnke                    | Svezia      | Partito Ambientalista i Verdi                                                          |        | I Verdi/Alleanza Libera Europea                        |
| András Tivadar Kulja                | Ungheria    | Partito del Rispetto e della Libertà                                                   |        | Gruppo del Partito Popolare Europeo                    |
| Katri Kulmuni                       | Finlandia   | Partito di Centro Finlandese                                                           |        | Renew Europe                                           |
| Merja Kyllönen                      | Finlandia   | Alleanza di Sinistra                                                                   |        | La Sinistra al Parlamento europeo                      |
| Ilhan Kyuchyuk                      | Bulgaria    | Movimento per i Diritti e le Libertà                                                   |        | Renew Europe                                           |
| Sergey Lagodinsky                   | Germania    | Alleanza 90/I Verdi                                                                    |        | I Verdi/Alleanza Libera Europea                        |
| Eszter Lakos                        | Ungheria    | Partito del Rispetto e della Libertà                                                   |        | Gruppo del Partito Popolare Europeo                    |
| Rada Laikova                        | Bulgaria    | Rinascita                                                                              |        | Europa delle Nazioni Sovrane                           |
| Aurore Lalucq                       | Francia     | Réveiller l'Europe (Place publique)                                                    |        | Alleanza Progressista dei Socialisti e dei Democratici |
| Bernd Lange                         | Germania    | Partito Socialdemocratico di Germania                                                  |        | Alleanza Progressista dei Socialisti e dei Democratici |
| Katrin Langensiepen                 | Germania    | Alleanza 90/I Verdi                                                                    |        | I Verdi/Alleanza Libera Europea                        |
| Judita Laššáková                    | Slovacchia  | Direzione - Socialdemocrazia                                                           |        | Non iscritti                                           |
| András László                       | Ungheria    | Fidesz - KDNP (Fidesz)                                                                 |        | Patrioti per l'Europa                                  |
| Afroditi Latinopoulou               | Grecia      | Voce della Ragione                                                                     |        | Patrioti per l'Europa                                  |
| Murielle Laurent                    | Francia     | Réveiller l'Europe (Partito Socialista)                                                |        | Alleanza Progressista dei Socialisti e dei Democratici |
| Camilla Laureti                     | Italia      | Partito Democratico                                                                    |        | Alleanza Progressista dei Socialisti e dei Democratici |
| Iliya Lazarov                       | Bulgaria    | GERB - SDS (Unione delle Forze Democratiche)                                           |        | Gruppo del Partito Popolare Europeo                    |
| Luis Lazarus                        | Romania     | S.O.S. Romania                                                                         |        | Non iscritti                                           |
| Isabelle Le Callennec               | Francia     | La Droite (I Repubblicani)                                                             |        | Gruppo del Partito Popolare Europeo                    |
| Fabrice Leggeri                     | Francia     | La France Revient! (Rassemblement National)                                            |        | Patrioti per l'Europa                                  |
| Jeroen Lenaers                      | Paesi Bassi | Appello Cristiano Democratico                                                          |        | Gruppo del Partito Popolare Europeo                    |
| Julien Leonardelli                  | Francia     | La France Revient! (Rassemblement National)                                            |        | Patrioti per l'Europa                                  |
| Janusz Lewandowski                  | Polonia     | Coalizione Civica (Piattaforma Civica)                                                 |        | Gruppo del Partito Popolare Europeo                    |
| Miriam Lexmann                      | Slovacchia  | Movimento Cristiano-Democratico                                                        |        | Gruppo del Partito Popolare Europeo                    |
| Peter Liese                         | Germania    | Unione Cristiano-Democratica di Germania                                               |        | Gruppo del Partito Popolare Europeo                    |
| Norbert Lins                        | Germania    | Unione Cristiano-Democratica di Germania                                               |        | Gruppo del Partito Popolare Europeo                    |
| Nathalie Loiseau                    | Francia     | Besoin d'Europe (Horizons)                                                             |        | Renew Europe                                           |
| Morten Løkkegaard                   | Danimarca   | Venstre                                                                                |        | Renew Europe                                           |
| Reinhold Lopatka                    | Austria     | Partito Popolare Austriaco                                                             |        | Gruppo del Partito Popolare Europeo                    |
| Javi López                          | Spagna      | Partito Socialista Operaio Spagnolo (Partito dei Socialisti di Catalogna)              |        | Alleanza Progressista dei Socialisti e dei Democratici |
| Juan Fernando López Aguilar         | Spagna      | Partito Socialista Operaio Spagnolo                                                    |        | Alleanza Progressista dei Socialisti e dei Democratici |
| Antonio López-Istúriz White         | Spagna      | Partito Popolare                                                                       |        | Gruppo del Partito Popolare Europeo                    |
| Isabella Lövin                      | Svezia      | Partito Ambientalista i Verdi                                                          |        | I Verdi/Alleanza Libera Europea                        |
| Mimmo Lucano                        | Italia      | Alleanza Verdi e Sinistra (Sinistra Italiana)                                          |        | La Sinistra al Parlamento europeo                      |
| César Luena                         | Spagna      | Partito Socialista Operaio Spagnolo                                                    |        | Alleanza Progressista dei Socialisti e dei Democratici |
| Elżbieta Łukacijewska               | Polonia     | Coalizione Civica (Piattaforma Civica)                                                 |        | Gruppo del Partito Popolare Europeo                    |
| Giuseppe Lupo                       | Italia      | Partito Democratico                                                                    |        | Alleanza Progressista dei Socialisti e dei Democratici |
| Jaak Madison                        | Estonia     | Partito Popolare Conservatore Estone (Indipendente)                                    |        | Gruppo dei Conservatori e dei Riformisti Europei       |
| Cristina Maestre                    | Spagna      | Partito Socialista Operaio Spagnolo                                                    |        | Alleanza Progressista dei Socialisti e dei Democratici |
| Lara Magoni                         | Italia      | Fratelli d'Italia                                                                      |        | Gruppo dei Conservatori e dei Riformisti Europei       |
| Péter Magyar                        | Ungheria    | Partito del Rispetto e della Libertà                                                   |        | Gruppo del Partito Popolare Europeo                    |
| Marit Maij                          | Paesi Bassi | Sinistra Verde - Partito del Lavoro (Partito del Lavoro)                               |        | Alleanza Progressista dei Socialisti e dei Democratici |
| Marlena Maląg                       | Polonia     | Destra Unita (Diritto e Giustizia)                                                     |        | Gruppo dei Conservatori e dei Riformisti Europei       |
| Iulian Claudiu Manda                | Romania     | Alleanza PSD PNL (Partito Social Democratico)                                          |        | Alleanza Progressista dei Socialisti e dei Democratici |
| Lukas Mandl                         | Austria     | Partito Popolare Austriaco                                                             |        | Gruppo del Partito Popolare Europeo                    |
| Ioannis Maniatis                    | Grecia      | Movimento per il Cambiamento                                                           |        | Alleanza Progressista dei Socialisti e dei Democratici |
| Mario Mantovani                     | Italia      | Fratelli d'Italia                                                                      |        | Gruppo dei Conservatori e dei Riformisti Europei       |
| Pierfrancesco Maran                 | Italia      | Partito Democratico                                                                    |        | Alleanza Progressista dei Socialisti e dei Democratici |
| Jagna Marczułajtis-Walczak          | Polonia     | Coalizione Civica (Piattaforma Civica)                                                 |        | Gruppo del Partito Popolare Europeo                    |
| Marion Maréchal                     | Francia     | La France Fière (Indipendente)                                                         |        | Gruppo dei Conservatori e dei Riformisti Europei       |
| Thierry Mariani                     | Francia     | La France Revient! (Rassemblement National)                                            |        | Patrioti per l'Europa                                  |
| Ignazio Marino                      | Italia      | Alleanza Verdi e Sinistra (Indipendente)                                               |        | I Verdi/Alleanza Libera Europea                        |
| Erik Marquardt                      | Germania    | Alleanza 90/I Verdi                                                                    |        | I Verdi/Alleanza Libera Europea                        |
| Jorge Martín Frías                  | Spagna      | Vox                                                                                    |        | Patrioti per l'Europa                                  |
| Catarina Martins                    | Portogallo  | Blocco di Sinistra                                                                     |        | La Sinistra al Parlamento europeo                      |
| Fulvio Martusciello                 | Italia      | Forza Italia - Noi Moderati (Forza Italia)                                             |        | Gruppo del Partito Popolare Europeo                    |
| Vicent Marzà                        | Spagna      | Sumar (Compromís)                                                                      |        | I Verdi/Alleanza Libera Europea                        |
| Predrag Fred Matić                  | Croazia     | Fiumi di Giustizia (Partito Socialdemocratico di Croazia)                              |        | Alleanza Progressista dei Socialisti e dei Democratici |
| Gabriel Mato                        | Spagna      | Partito Popolare                                                                       |        | Gruppo del Partito Popolare Europeo                    |
| Sara Matthieu                       | Belgio      | Verdi                                                                                  |        | I Verdi/Alleanza Libera Europea                        |
| Costas Mavrides                     | Cipro       | Partito Democratico                                                                    |        | Alleanza Progressista dei Socialisti e dei Democratici |
| Eva Maydell                         | Bulgaria    | GERB - SDS (Cittadini per lo Sviluppo Europeo della Bulgaria)                          |        | Gruppo del Partito Popolare Europeo                    |
| Georg Mayer                         | Austria     | Partito della Libertà Austriaco                                                        |        | Patrioti per l'Europa                                  |
| Milan Mazurek                       | Slovacchia  | Repubblica                                                                             |        | Non iscritti                                           |
| David McAllister                    | Germania    | Unione Cristiano-Democratica di Germania                                               |        | Gruppo del Partito Popolare Europeo                    |
| Michael McNamara                    | Irlanda     | Indipendente                                                                           |        | Renew Europe                                           |
| Nora Mebarek                        | Francia     | Réveiller l'Europe (Partito Socialista)                                                |        | Alleanza Progressista dei Socialisti e dei Democratici |
| Alexandra Mehnert                   | Germania    | Unione Cristiano-Democratica di Germania                                               |        | Gruppo del Partito Popolare Europeo                    |
| Vangelīs Meimarakīs                 | Grecia      | Nuova Democrazia                                                                       |        | Gruppo del Partito Popolare Europeo                    |
| Eleonora Meleti                     | Grecia      | Nuova Democrazia                                                                       |        | Gruppo del Partito Popolare Europeo                    |
| Ana Catarina Mendes                 | Portogallo  | Partito Socialista                                                                     |        | Alleanza Progressista dei Socialisti e dei Democratici |
| Idoia Mendia                        | Spagna      | Partito Socialista Operaio Spagnolo                                                    |        | Alleanza Progressista dei Socialisti e dei Democratici |
| Verena Mertens                      | Germania    | Unione Cristiano-Democratica di Germania                                               |        | Gruppo del Partito Popolare Europeo                    |
| Marina Mesure                       | Francia     | La France insoumise                                                                    |        | La Sinistra al Parlamento europeo                      |
| Roberta Metsola                     | Malta       | Partito Nazionalista                                                                   |        | Gruppo del Partito Popolare Europeo                    |
| Tilly Metz                          | Lussemburgo | I Verdi                                                                                |        | I Verdi/Alleanza Libera Europea                        |
| Sven Mikser                         | Estonia     | Partito Socialdemocratico                                                              |        | Alleanza Progressista dei Socialisti e dei Democratici |
| Giuseppe Milazzo                    | Italia      | Fratelli d'Italia                                                                      |        | Gruppo dei Conservatori e dei Riformisti Europei       |
| Francisco Millán Mon                | Spagna      | Partito Popolare                                                                       |        | Gruppo del Partito Popolare Europeo                    |
| Nikola Minchev                      | Bulgaria    | Continuiamo il Cambiamento - Bulgaria Democratica (Continuiamo il Cambiamento)         |        | Renew Europe                                           |
| Roxana Mînzatu                      | Romania     | Alleanza PSD PNL (Partito Social Democratico)                                          |        | Alleanza Progressista dei Socialisti e dei Democratici |
| Ana Miranda Paz                     | Spagna      | Ahora Repúblicas (Blocco Nazionalista Galiziano)                                       |        | I Verdi/Alleanza Libera Europea                        |
| Csaba Molnár                        | Ungheria    | DK - MSZP - P (Coalizione Democratica)                                                 |        | Alleanza Progressista dei Socialisti e dei Democratici |
| Irene Montero                       | Spagna      | Podemos                                                                                |        | La Sinistra al Parlamento europeo                      |
| Dolors Montserrat                   | Spagna      | Partito Popolare                                                                       |        | Gruppo del Partito Popolare Europeo                    |
| Carolina Morace                     | Italia      | Movimento 5 Stelle                                                                     |        | La Sinistra al Parlamento europeo                      |
| Nadine Morano                       | Francia     | La Droite (I Repubblicani)                                                             |        | Gruppo del Partito Popolare Europeo                    |
| Letizia Moratti                     | Italia      | Forza Italia - Noi Moderati (Forza Italia)                                             |        | Gruppo del Partito Popolare Europeo                    |
| Tiago Moreira de Sá                 | Portogallo  | Chega                                                                                  |        | Patrioti per l'Europa                                  |
| Javier Moreno                       | Spagna      | Partito Socialista Operaio Spagnolo                                                    |        | Alleanza Progressista dei Socialisti e dei Democratici |
| Alessandra Moretti                  | Italia      | Partito Democratico                                                                    |        | Alleanza Progressista dei Socialisti e dei Democratici |
| Dan Motreanu                        | Romania     | Alleanza PSD PNL (Partito Nazionale Liberale)                                          |        | Gruppo del Partito Popolare Europeo                    |
| Arkadiusz Mularczyk                 | Polonia     | Destra Unita (Diritto e Giustizia)                                                     |        | Gruppo dei Conservatori e dei Riformisti Europei       |
| Piotr Müller                        | Polonia     | Destra Unita (Diritto e Giustizia)                                                     |        | Gruppo dei Conservatori e dei Riformisti Europei       |
| Ciaran Mullooly                     | Irlanda     | Irlanda Indipendente                                                                   |        | Renew Europe                                           |
| Siegfried Mureşan                   | Romania     | Alleanza PSD PNL (Partito Nazionale Liberale)                                          |        | Gruppo del Partito Popolare Europeo                    |
| Ștefan Mușoiu                       | Romania     | Alleanza PSD PNL (Partito Social Democratico)                                          |        | Alleanza Progressista dei Socialisti e dei Democratici |
| Jana Nagyová                        | Rep. Ceca   | ANO 2011                                                                               |        | Patrioti per l'Europa                                  |
| Dario Nardella                      | Italia      | Partito Democratico                                                                    |        | Alleanza Progressista dei Socialisti e dei Democratici |
| Fernando Navarrete                  | Spagna      | Partito Popolare                                                                       |        | Gruppo del Partito Popolare Europeo                    |
| Victor Negrescu                     | Romania     | Alleanza PSD PNL (Partito Social Democratico)                                          |        | Alleanza Progressista dei Socialisti e dei Democratici |
| Matjaž Nemec                        | Slovenia    | Socialdemocratici                                                                      |        | Alleanza Progressista dei Socialisti e dei Democratici |
| Danuše Nerudová                     | Rep. Ceca   | Sindaci e Personalità per l’Europa                                                     |        | Gruppo del Partito Popolare Europeo                    |
| Denis Nesci                         | Italia      | Fratelli d'Italia                                                                      |        | Gruppo dei Conservatori e dei Riformisti Europei       |
| Hans Neuhoff                        | Germania    | Alternative für Deutschland                                                            |        | Europa delle Nazioni Sovrane                           |
| Hannah Neumann                      | Germania    | Alleanza 90/I Verdi                                                                    |        | I Verdi/Alleanza Libera Europea                        |
| Elena Nevado                        | Spagna      | Partito Popolare                                                                       |        | Gruppo del Partito Popolare Europeo                    |
| Cynthia Ní Mhurchú                  | Irlanda     | Fianna Fáil                                                                            |        | Renew Europe                                           |
| Dan Nica                            | Romania     | Alleanza PSD PNL (Partito Social Democratico)                                          |        | Alleanza Progressista dei Socialisti e dei Democratici |
| Angelika Niebler                    | Germania    | Unione Cristiano-Sociale in Baviera                                                    |        | Gruppo del Partito Popolare Europeo                    |
| Luděk Niedermayer                   | Rep. Ceca   | Spolu (TOP 09)                                                                         |        | Gruppo del Partito Popolare Europeo                    |
| Ville Niinistö                      | Finlandia   | Lega Verde                                                                             |        | I Verdi/Alleanza Libera Europea                        |
| Leuterīs Nikolaou-Alavanos          | Grecia      | Partito Comunista di Grecia                                                            |        | Non iscritti                                           |
| Aleksandar Nikolic                  | Francia     | La France Revient! (Rassemblement National)                                            |        | Patrioti per l'Europa                                  |
| Maria Noichl                        | Germania    | Partito Socialdemocratico di Germania                                                  |        | Alleanza Progressista dei Socialisti e dei Democratici |
| Rasmus Nordqvist                    | Danimarca   | Partito Popolare Socialista                                                            |        | I Verdi/Alleanza Libera Europea                        |
| Andrey Novakov                      | Bulgaria    | GERB - SDS (Cittadini per lo Sviluppo Europeo della Bulgaria)                          |        | Gruppo del Partito Popolare Europeo                    |
| Mirosława Nykiel                    | Polonia     | Coalizione Civica (Piattaforma Civica)                                                 |        | Gruppo del Partito Popolare Europeo                    |
| Aodhán Ó Ríordáin                   | Irlanda     | Partito Laburista                                                                      |        | Alleanza Progressista dei Socialisti e dei Democratici |
| Daniel Obajtek                      | Polonia     | Destra Unita (Diritto e Giustizia)                                                     |        | Gruppo dei Conservatori e dei Riformisti Europei       |
| Ľudovít Ódor                        | Slovacchia  | Slovacchia Progressista                                                                |        | Renew Europe                                           |
| Jan-Christoph Oetjen                | Germania    | Partito Liberale Democratico                                                           |        | Renew Europe                                           |
| Maria Ohisalo                       | Finlandia   | Lega Verde                                                                             |        | I Verdi/Alleanza Libera Europea                        |
| João Oliveira                       | Portogallo  | Coalizione Democratica Unitaria (Partito Comunista Portoghese)                         |        | La Sinistra al Parlamento europeo                      |
| Philippe Olivier                    | Francia     | La France Revient! (Rassemblement National)                                            |        | Patrioti per l'Europa                                  |
| Younous Omarjee                     | Francia     | La France insoumise                                                                    |        | La Sinistra al Parlamento europeo                      |
| Branislav Ondruš                    | Slovacchia  | Voce - Socialdemocrazia                                                                |        | Non iscritti                                           |
| Leoluca Orlando                     | Italia      | Alleanza Verdi e Sinistra (Europa Verde)                                               |        | I Verdi/Alleanza Libera Europea                        |
| Jacek Ozdoba                        | Polonia     | Destra Unita (Polonia Sovrana)                                                         |        | Gruppo dei Conservatori e dei Riformisti Europei       |
| Urmas Paet                          | Estonia     | Partito Riformatore Estone                                                             |        | Renew Europe                                           |
| Leire Pajín                         | Spagna      | Partito Socialista Operaio Spagnolo                                                    |        | Alleanza Progressista dei Socialisti e dei Democratici |
| Valentina Palmisano                 | Italia      | Movimento 5 Stelle                                                                     |        | La Sinistra al Parlamento europeo                      |
| Fidias Panayiotou                   | Cipro       | Indipendente                                                                           |        | Non iscritti                                           |
| Kōnstantinos Papadakīs              | Grecia      | Partito Comunista di Grecia                                                            |        | Non iscritti                                           |
| Nikolaos Papandreou                 | Grecia      | Movimento per il Cambiamento                                                           |        | Alleanza Progressista dei Socialisti e dei Democratici |
| Nikos Pappas                        | Grecia      | SYRIZA                                                                                 |        | La Sinistra al Parlamento europeo                      |
| Nicolás Pascual de la Parte         | Spagna      | Partito Popolare                                                                       |        | Gruppo del Partito Popolare Europeo                    |
| Aldo Patriciello                    | Italia      | Lega per Salvini Premier                                                               |        | Patrioti per l'Europa                                  |
| Jutta Paulus                        | Germania    | Alleanza 90/I Verdi                                                                    |        | I Verdi/Alleanza Libera Europea                        |
| Ana Miguel Pedro                    | Portogallo  | Alleanza Democratica (CDS - Partito Popolare)                                          |        | Gruppo del Partito Popolare Europeo                    |
| Gaetano Pedullà                     | Italia      | Movimento 5 Stelle                                                                     |        | La Sinistra al Parlamento europeo                      |
| Thomas Pellerin-Carlin              | Francia     | Réveiller l'Europe (Place publique)                                                    |        | Alleanza Progressista dei Socialisti e dei Democratici |
| Guillaume Peltier                   | Francia     | La France Fière (Divers droite)                                                        |        | Gruppo dei Conservatori e dei Riformisti Europei       |
| Tsvetelina Penkova                  | Bulgaria    | Partito Socialista Bulgaro                                                             |        | Alleanza Progressista dei Socialisti e dei Democratici |
| Gilles Pennelle                     | Francia     | La France Revient! (Rassemblement National)                                            |        | Patrioti per l'Europa                                  |
| Lídia Pereira                       | Portogallo  | Alleanza Democratica (Partito Social Democratico)                                      |        | Gruppo del Partito Popolare Europeo                    |
| Alvise Pérez                        | Spagna      | Se Acabó La Fiesta                                                                     |        | Non iscritti                                           |
| Kira Marie Peter-Hansen             | Danimarca   | Partito Popolare Socialista                                                            |        | I Verdi/Alleanza Libera Europea                        |
| Hristo Petrov                       | Bulgaria    | Continuiamo il Cambiamento - Bulgaria Democratica (Continuiamo il Cambiamento)         |        | Renew Europe                                           |
| Michele Picaro                      | Italia      | Fratelli d'Italia                                                                      |        | Gruppo dei Conservatori e dei Riformisti Europei       |
| Pina Picierno                       | Italia      | Partito Democratico                                                                    |        | Alleanza Progressista dei Socialisti e dei Democratici |
| Tonino Picula                       | Croazia     | Fiumi di Giustizia (Partito Socialdemocratico di Croazia)                              |        | Alleanza Progressista dei Socialisti e dei Democratici |
| Pascale Piera                       | Francia     | La France Revient! (Rassemblement National)                                            |        | Patrioti per l'Europa                                  |
| Pierre Pimpie                       | Francia     | La France Revient! (Rassemblement National)                                            |        | Patrioti per l'Europa                                  |
| Gheorghe Piperea                    | Romania     | Alleanza per l'Unione dei Romeni                                                       |        | Gruppo dei Conservatori e dei Riformisti Europei       |
| Margarita de la Pisa Carrión        | Spagna      | Vox                                                                                    |        | Patrioti per l'Europa                                  |
| Jaroslava Pokorná Jermanová         | Rep. Ceca   | ANO 2011                                                                               |        | Patrioti per l'Europa                                  |
| Daniele Polato                      | Italia      | Fratelli d'Italia                                                                      |        | Gruppo dei Conservatori e dei Riformisti Europei       |
| Jessica Polfjärd                    | Svezia      | Partito Moderato                                                                       |        | Gruppo del Partito Popolare Europeo                    |
| Virgil-Daniel Popescu               | Romania     | Alleanza PSD PNL (Partito Nazionale Liberale)                                          |        | Gruppo del Partito Popolare Europeo                    |
| Reinis Pozņaks                      | Lettonia    | Lista Unita                                                                            |        | Gruppo dei Conservatori e dei Riformisti Europei       |
| Vladimir Prebilič                   | Slovenia    | Primavera - Partito Verde                                                              |        | I Verdi/Alleanza Libera Europea                        |
| Giuseppina Princi                   | Italia      | Forza Italia - Noi Moderati (Forza Italia)                                             |        | Gruppo del Partito Popolare Europeo                    |
| Nicola Procaccini                   | Italia      | Fratelli d'Italia                                                                      |        | Gruppo dei Conservatori e dei Riformisti Europei       |
| Jacek Protas                        | Polonia     | Coalizione Civica (Piattaforma Civica)                                                 |        | Gruppo del Partito Popolare Europeo                    |
| Friedrich Pürner                    | Germania    | Bündnis Sahra Wagenknecht                                                              |        | Non iscritti                                           |
| Carola Rackete                      | Germania    | Die Linke                                                                              |        | La Sinistra al Parlamento europeo                      |
| Emil Radev                          | Bulgaria    | GERB - SDS (Cittadini per lo Sviluppo Europeo della Bulgaria)                          |        | Gruppo del Partito Popolare Europeo                    |
| Dennis Radtke                       | Germania    | Unione Cristiano-Democratica di Germania                                               |        | Gruppo del Partito Popolare Europeo                    |
| Emma Rafowicz                       | Francia     | Réveiller l'Europe (Partito Socialista)                                                |        | Alleanza Progressista dei Socialisti e dei Democratici |
| Jüri Ratas                          | Estonia     | Isamaa                                                                                 |        | Gruppo del Partito Popolare Europeo                    |
| Ruggero Razza                       | Italia      | Fratelli d'Italia                                                                      |        | Gruppo dei Conservatori e dei Riformisti Europei       |
| Julie Rechagneux                    | Francia     | La France Revient! (Rassemblement National)                                            |        | Patrioti per l'Europa                                  |
| Evelyn Regner                       | Austria     | Partito Socialdemocratico d'Austria                                                    |        | Alleanza Progressista dei Socialisti e dei Democratici |
| Theresa Reintke                     | Germania    | Alleanza 90/I Verdi                                                                    |        | I Verdi/Alleanza Libera Europea                        |
| René Repasi                         | Germania    | Partito Socialdemocratico di Germania                                                  |        | Alleanza Progressista dei Socialisti e dei Democratici |
| Sabrina Repp                        | Germania    | Partito Socialdemocratico di Germania                                                  |        | Alleanza Progressista dei Socialisti e dei Democratici |
| Karlo Ressler                       | Croazia     | Unione Democratica Croata                                                              |        | Gruppo del Partito Popolare Europeo                    |
| Thijs Reuten                        | Paesi Bassi | Sinistra Verde - Partito del Lavoro (Partito del Lavoro)                               |        | Alleanza Progressista dei Socialisti e dei Democratici |
| Diana Riba i Giner                  | Spagna      | Ahora Repúblicas (Sinistra Repubblicana di Catalogna)                                  |        | I Verdi/Alleanza Libera Europea                        |
| Matteo Ricci                        | Italia      | Partito Democratico                                                                    |        | Alleanza Progressista dei Socialisti e dei Democratici |
| Chloé Ridel                         | Francia     | Réveiller l'Europe (Partito Socialista)                                                |        | Alleanza Progressista dei Socialisti e dei Democratici |
| Nela Riehl                          | Germania    | Volt Germania                                                                          |        | I Verdi/Alleanza Libera Europea                        |
| Manuela Ripa                        | Germania    | Partito Ecologico-Democratico                                                          |        | Gruppo del Partito Popolare Europeo                    |
| André Rodrigues                     | Portogallo  | Partito Socialista                                                                     |        | Alleanza Progressista dei Socialisti e dei Democratici |
| Marcos Ros                          | Spagna      | Partito Socialista Operaio Spagnolo                                                    |        | Alleanza Progressista dei Socialisti e dei Democratici |
| Katarína Roth Neveďalová            | Slovacchia  | Direzione - Socialdemocrazia                                                           |        | Non iscritti                                           |
| André Rougé                         | Francia     | La France Revient! (Rassemblement National)                                            |        | Patrioti per l'Europa                                  |
| Bert-Jan Ruissen                    | Paesi Bassi | Partito Politico Riformato                                                             |        | Gruppo dei Conservatori e dei Riformisti Europei       |
| Sandro Ruotolo                      | Italia      | Partito Democratico                                                                    |        | Alleanza Progressista dei Socialisti e dei Democratici |
| Bogdan Rzońca                       | Polonia     | Destra Unita (Diritto e Giustizia)                                                     |        | Gruppo dei Conservatori e dei Riformisti Europei       |
| Arash Saeidi                        | Francia     | La France insoumise                                                                    |        | La Sinistra al Parlamento europeo                      |
| Massimiliano Salini                 | Italia      | Forza Italia - Noi Moderati (Forza Italia)                                             |        | Gruppo del Partito Popolare Europeo                    |
| Ilaria Salis                        | Italia      | Alleanza Verdi e Sinistra (Sinistra Italiana)                                          |        | La Sinistra al Parlamento europeo                      |
| Aura Salla                          | Finlandia   | Partito di Coalizione Nazionale                                                        |        | Gruppo del Partito Popolare Europeo                    |
| Nacho Sánchez Amor                  | Spagna      | Partito Socialista Operaio Spagnolo                                                    |        | Alleanza Progressista dei Socialisti e dei Democratici |
| Julien Sanchez                      | Francia     | La France Revient! (Rassemblement National)                                            |        | Patrioti per l'Europa                                  |
| Elena Sancho                        | Spagna      | Partito Socialista Operaio Spagnolo                                                    |        | Alleanza Progressista dei Socialisti e dei Democratici |
| Jussi Saramo                        | Finlandia   | Alleanza di Sinistra                                                                   |        | La Sinistra al Parlamento europeo                      |
| Silvia Sardone                      | Italia      | Lega per Salvini Premier                                                               |        | Patrioti per l'Europa                                  |
| Marjan Šarec                        | Slovenia    | Movimento Libertà                                                                      |        | Renew Europe                                           |
| Éric Sargiacomo                     | Francia     | Réveiller l'Europe (Partito Socialista)                                                |        | Alleanza Progressista dei Socialisti e dei Democratici |
| Mounir Satouri                      | Francia     | Gli Ecologisti                                                                         |        | I Verdi/Alleanza Libera Europea                        |
| Paulius Saudargas                   | Lituania    | Unione della Patria - Democratici Cristiani di Lituania                                |        | Gruppo del Partito Popolare Europeo                    |
| Majdouline Sbaï                     | Francia     | Gli Ecologisti                                                                         |        | I Verdi/Alleanza Libera Europea                        |
| Antonella Sberna                    | Italia      | Fratelli d'Italia                                                                      |        | Gruppo dei Conservatori e dei Riformisti Europei       |
| Christel Schaldemose                | Danimarca   | Socialdemocratici                                                                      |        | Alleanza Progressista dei Socialisti e dei Democratici |
| Ernő Schaller-Baross                | Ungheria    | Fidesz - KDNP (Fidesz)                                                                 |        | Patrioti per l'Europa                                  |
| Oliver Schenk                       | Germania    | Unione Cristiano-Democratica di Germania                                               |        | Gruppo del Partito Popolare Europeo                    |
| Joanna Scheuring-Wielgus            | Polonia     | La Sinistra (Nuova Sinistra)                                                           |        | Alleanza Progressista dei Socialisti e dei Democratici |
| Andreas Schieder                    | Austria     | Partito Socialdemocratico d'Austria                                                    |        | Alleanza Progressista dei Socialisti e dei Democratici |
| Lena Schilling                      | Austria     | I Verdi                                                                                |        | I Verdi/Alleanza Libera Europea                        |
| Martin Schirdewan                   | Germania    | Die Linke                                                                              |        | La Sinistra al Parlamento europeo                      |
| Christine Schneider                 | Germania    | Unione Cristiano-Democratica di Germania                                               |        | Gruppo del Partito Popolare Europeo                    |
| Andreas Schwab                      | Germania    | Unione Cristiano-Democratica di Germania                                               |        | Gruppo del Partito Popolare Europeo                    |
| Benedetta Scuderi                   | Italia      | Alleanza Verdi e Sinistra (Europa Verde)                                               |        | I Verdi/Alleanza Libera Europea                        |
| Ralf Seekatz                        | Germania    | Unione Cristiano-Democratica di Germania                                               |        | Gruppo del Partito Popolare Europeo                    |
| Alexander Sell                      | Germania    | Alternative für Deutschland                                                            |        | Europa delle Nazioni Sovrane                           |
| Isabel Serra                        | Spagna      | Podemos                                                                                |        | La Sinistra al Parlamento europeo                      |
| Rosa Serrano Sierra                 | Spagna      | Partito Socialista Operaio Spagnolo                                                    |        | Alleanza Progressista dei Socialisti e dei Democratici |
| Günther Sidl                        | Austria     | Partito Socialdemocratico d'Austria                                                    |        | Alleanza Progressista dei Socialisti e dei Democratici |
| Bartłomiej Sienkiewicz              | Polonia     | Coalizione Civica (Piattaforma Civica)                                                 |        | Gruppo del Partito Popolare Europeo                    |
| Lukas Sieper                        | Germania    | Partito del Progresso                                                                  |        | Non iscritti                                           |
| Sven Simon                          | Germania    | Unione Cristiano-Democratica di Germania                                               |        | Gruppo del Partito Popolare Europeo                    |
| Christine Singer                    | Germania    | Liberi Elettori                                                                        |        | Renew Europe                                           |
| Virginijus Sinkevičius              | Lituania    | Unione dei Democratici "Per la Lituania"                                               |        | I Verdi/Alleanza Libera Europea                        |
| Birgit Sippel                       | Germania    | Partito Socialdemocratico di Germania                                                  |        | Alleanza Progressista dei Socialisti e dei Democratici |
| Jonas Sjöstedt                      | Svezia      | Partito della Sinistra                                                                 |        | La Sinistra al Parlamento europeo                      |
| Krzysztof Śmiszek                   | Polonia     | La Sinistra (Nuova Sinistra)                                                           |        | Alleanza Progressista dei Socialisti e dei Democratici |
| Sander Smit                         | Paesi Bassi | Movimento Civico-Contadino                                                             |        | Gruppo del Partito Popolare Europeo                    |
| Anthony Smith                       | Francia     | La France insoumise                                                                    |        | La Sinistra al Parlamento europeo                      |
| Tomislav Sokol                      | Croazia     | Unione Democratica Croata                                                              |        | Gruppo del Partito Popolare Europeo                    |
| Diego Solier                        | Spagna      | Se Acabó La Fiesta                                                                     |        | Non iscritti                                           |
| Susana Solís Pérez                  | Spagna      | Partito Popolare                                                                       |        | Gruppo del Partito Popolare Europeo                    |
| Liesbet Sommen                      | Belgio      | Cristiano-Democratici e Fiamminghi                                                     |        | Gruppo del Partito Popolare Europeo                    |
| Martin Sonneborn                    | Germania    | Die PARTEI                                                                             |        | Non iscritti                                           |
| Malika Sorel                        | Francia     | La France Revient! (Rassemblement National)                                            |        | Patrioti per l'Europa                                  |
| Hélder Sousa Silva                  | Portogallo  | Alleanza Democratica (Partito Social Democratico)                                      |        | Gruppo del Partito Popolare Europeo                    |
| Villy Søvndal                       | Danimarca   | Partito Popolare Socialista                                                            |        | I Verdi/Alleanza Libera Europea                        |
| Marco Squarta                       | Italia      | Fratelli d'Italia                                                                      |        | Gruppo dei Conservatori e dei Riformisti Europei       |
| Mārtiņš Staķis                      | Lettonia    | I Progressisti                                                                         |        | I Verdi/Alleanza Libera Europea                        |
| Raffaele Stancanelli                | Italia      | Lega per Salvini Premier                                                               |        | Patrioti per l'Europa                                  |
| Nicolae Ștefănuță                   | Romania     | Indipendente                                                                           |        | I Verdi/Alleanza Libera Europea                        |
| Petra Steger                        | Austria     | Partito della Libertà Austriaco                                                        |        | Patrioti per l'Europa                                  |
| Davor Ivo Stier                     | Croazia     | Unione Democratica Croata                                                              |        | Gruppo del Partito Popolare Europeo                    |
| Kristoffer Storm                    | Danimarca   | Democratici Danesi                                                                     |        | Gruppo dei Conservatori e dei Riformisti Europei       |
| Sebastiaan Stöteler                 | Paesi Bassi | Partito per la Libertà                                                                 |        | Patrioti per l'Europa                                  |
| Stanislav Stoyanov                  | Bulgaria    | Rinascita                                                                              |        | Europa delle Nazioni Sovrane                           |
| Marie-Agnes Strack-Zimmermann       | Germania    | Partito Liberale Democratico                                                           |        | Renew Europe                                           |
| Cecilia Strada                      | Italia      | Partito Democratico                                                                    |        | Alleanza Progressista dei Socialisti e dei Democratici |
| Joachim Streit                      | Germania    | Liberi Elettori                                                                        |        | Renew Europe                                           |
| Tineke Strik                        | Paesi Bassi | Sinistra Verde - Partito del Lavoro (Sinistra Verde)                                   |        | I Verdi/Alleanza Libera Europea                        |
| Anna Strolenberg                    | Paesi Bassi | Volt Paesi Bassi                                                                       |        | I Verdi/Alleanza Libera Europea                        |
| Șerban-Dimitrie Sturdza             | Romania     | Alleanza per l'Unione dei Romeni                                                       |        | Gruppo dei Conservatori e dei Riformisti Europei       |
| Anna Stürgkh                        | Austria     | NEOS                                                                                   |        | Renew Europe                                           |
| Marcin Sypniewski                   | Polonia     | Confederazione (Nowa Nadzieja)                                                         |        | Europa delle Nazioni Sovrane                           |
| Michał Szczerba                     | Polonia     | Coalizione Civica (Piattaforma Civica)                                                 |        | Gruppo del Partito Popolare Europeo                    |
| Pál Szekeres                        | Ungheria    | Fidesz - KDNP (Fidesz)                                                                 |        | Patrioti per l'Europa                                  |
| Beata Szydło                        | Polonia     | Destra Unita (Diritto e Giustizia)                                                     |        | Gruppo dei Conservatori e dei Riformisti Europei       |
| Dario Tamburrano                    | Italia      | Movimento 5 Stelle                                                                     |        | La Sinistra al Parlamento europeo                      |
| António Tânger Corrêa               | Portogallo  | Chega                                                                                  |        | Patrioti per l'Europa                                  |
| Dominik Tarczyński                  | Polonia     | Destra Unita (Diritto e Giustizia)                                                     |        | Gruppo dei Conservatori e dei Riformisti Europei       |
| Marco Tarquinio                     | Italia      | Partito Democratico                                                                    |        | Alleanza Progressista dei Socialisti e dei Democratici |
| Zoltán Tarr                         | Ungheria    | Partito del Rispetto e della Libertà                                                   |        | Gruppo del Partito Popolare Europeo                    |
| Claudiu Târziu                      | Romania     | Alleanza per l'Unione dei Romeni                                                       |        | Gruppo dei Conservatori e dei Riformisti Europei       |
| Carla Tavares                       | Portogallo  | Partito Socialista                                                                     |        | Alleanza Progressista dei Socialisti e dei Democratici |
| Kai Tegethoff                       | Germania    | Volt Germania                                                                          |        | I Verdi/Alleanza Libera Europea                        |
| Marta Temido                        | Portogallo  | Partito Socialista                                                                     |        | Alleanza Progressista dei Socialisti e dei Democratici |
| Maria-Georgiana Teodorescu          | Romania     | Alleanza per l'Unione dei Romeni                                                       |        | Gruppo dei Conservatori e dei Riformisti Europei       |
| Alice Teodorescu Måwe               | Svezia      | Democratici Cristiani                                                                  |        | Gruppo del Partito Popolare Europeo                    |
| Ingeborg ter Laak                   | Paesi Bassi | Appello Cristiano Democratico                                                          |        | Gruppo del Partito Popolare Europeo                    |
| Cristian Terheș                     | Romania     | Alleanza per l'Unione dei Romeni (Partito Nazionale Conservatore Romeno)               |        | Gruppo dei Conservatori e dei Riformisti Europei       |
| Riho Terras                         | Estonia     | Isamaa                                                                                 |        | Gruppo del Partito Popolare Europeo                    |
| Hermann Tertsch                     | Spagna      | Vox                                                                                    |        | Patrioti per l'Europa                                  |
| Pierre-Romain Thionnet              | Francia     | La France Revient! (Rassemblement National)                                            |        | Patrioti per l'Europa                                  |
| Beatrice Timgren                    | Svezia      | Democratici Svedesi                                                                    |        | Gruppo dei Conservatori e dei Riformisti Europei       |
| Irene Tinagli                       | Italia      | Partito Democratico                                                                    |        | Alleanza Progressista dei Socialisti e dei Democratici |
| Bruno Tobback                       | Belgio      | Vooruit                                                                                |        | Alleanza Progressista dei Socialisti e dei Democratici |
| Tomas Tobé                          | Svezia      | Partito Moderato                                                                       |        | Gruppo del Partito Popolare Europeo                    |
| Rody Tolassy                        | Francia     | La France Revient! (Rassemblement National)                                            |        | Patrioti per l'Europa                                  |
| Eugen Tomac                         | Romania     | Alleanza Destra Unita (Partito del Movimento Popolare)                                 |        | Renew Europe                                           |
| Zala Tomašič                        | Slovenia    | Partito Democratico Sloveno                                                            |        | Gruppo del Partito Popolare Europeo                    |
| Waldemar Tomaszewski                | Lituania    | Azione Elettorale dei Polacchi in Lituania - Alleanza delle Famiglie Cristiane         |        | Gruppo dei Conservatori e dei Riformisti Europei       |
| Romana Tomc                         | Slovenia    | Partito Democratico Sloveno                                                            |        | Gruppo del Partito Popolare Europeo                    |
| Matej Tonin                         | Slovenia    | Nuova Slovenia - Democratici Cristiani                                                 |        | Gruppo del Partito Popolare Europeo                    |
| Jana Toom                           | Estonia     | Partito di Centro Estone                                                               |        | Renew Europe                                           |
| Raffaele Topo                       | Italia      | Partito Democratico                                                                    |        | Alleanza Progressista dei Socialisti e dei Democratici |
| Francesco Torselli                  | Italia      | Fratelli d'Italia                                                                      |        | Gruppo dei Conservatori e dei Riformisti Europei       |
| Flavio Tosi                         | Italia      | Forza Italia - Noi Moderati (Forza Italia)                                             |        | Gruppo del Partito Popolare Europeo                    |
| Marie Toussaint                     | Francia     | Gli Ecologisti                                                                         |        | I Verdi/Alleanza Libera Europea                        |
| Isabella Tovaglieri                 | Italia      | Lega per Salvini Premier                                                               |        | Patrioti per l'Europa                                  |
| Pekka Toveri                        | Finlandia   | Partito di Coalizione Nazionale                                                        |        | Gruppo del Partito Popolare Europeo                    |
| Pasquale Tridico                    | Italia      | Movimento 5 Stelle                                                                     |        | La Sinistra al Parlamento europeo                      |
| Laurence Trochu                     | Francia     | La France Fière (Movimento Conservatore)                                               |        | Gruppo dei Conservatori e dei Riformisti Europei       |
| Dimitrios Tsiodras                  | Grecia      | Nuova Democrazia                                                                       |        | Gruppo del Partito Popolare Europeo                    |
| Mihai Tudose                        | Romania     | Alleanza PSD PNL (Partito Social Democratico)                                          |        | Alleanza Progressista dei Socialisti e dei Democratici |
| Filip Turek                         | Rep. Ceca   | Přísaha a Motoristé (Motoristé sobě)                                                   |        | Patrioti per l'Europa                                  |
| Sebastian Tynkkynen                 | Finlandia   | Veri Finlandesi                                                                        |        | Gruppo dei Conservatori e dei Riformisti Europei       |
| Stanisław Tyszka                    | Polonia     | Confederazione (Nowa Nadzieja)                                                         |        | Europa delle Nazioni Sovrane                           |
| Milan Uhrík                         | Slovacchia  | Repubblica                                                                             |        | Europa delle Nazioni Sovrane                           |
| Nils Ušakovs                        | Lettonia    | Partito Socialdemocratico "Armonia"                                                    |        | Alleanza Progressista dei Socialisti e dei Democratici |
| Inese Vaidere                       | Lettonia    | Nuova Unità                                                                            |        | Gruppo del Partito Popolare Europeo                    |
| Ivaylo Valchev                      | Bulgaria    | C'è un Popolo come Questo                                                              |        | Gruppo dei Conservatori e dei Riformisti Europei       |
| Adina-Ioana Vălean                  | Romania     | Alleanza PSD PNL (Partito Nazionale Liberale)                                          |        | Gruppo del Partito Popolare Europeo                    |
| Matthieu Valet                      | Francia     | La France Revient! (Rassemblement National)                                            |        | Patrioti per l'Europa                                  |
| Kathleen Van Brempt                 | Belgio      | Vooruit                                                                                |        | Alleanza Progressista dei Socialisti e dei Democratici |
| Anouk van Brug                      | Paesi Bassi | Partito Popolare per la Libertà e la Democrazia                                        |        | Renew Europe                                           |
| Brigitte van den Berg               | Paesi Bassi | Democratici 66                                                                         |        | Renew Europe                                           |
| Kris Van Dijck                      | Belgio      | Nuova Alleanza Fiamminga                                                               |        | Gruppo dei Conservatori e dei Riformisti Europei       |
| Reinier van Lanschot                | Paesi Bassi | Volt Paesi Bassi                                                                       |        | I Verdi/Alleanza Libera Europea                        |
| Jessika van Leeuwen                 | Paesi Bassi | Movimento Civico-Contadino                                                             |        | Gruppo del Partito Popolare Europeo                    |
| Johan Van Overtveldt                | Belgio      | Nuova Alleanza Fiamminga                                                               |        | Gruppo dei Conservatori e dei Riformisti Europei       |
| Kim Van Sparrentak                  | Paesi Bassi | Sinistra Verde - Partito del Lavoro (Sinistra Verde)                                   |        | I Verdi/Alleanza Libera Europea                        |
| Tom Vandendriessche                 | Belgio      | Vlaams Belang                                                                          |        | Patrioti per l'Europa                                  |
| Roberto Vannacci                    | Italia      | Lega per Salvini Premier                                                               |        | Patrioti per l'Europa                                  |
| Alexandre Varaut                    | Francia     | La France Revient! (Rassemblement National)                                            |        | Patrioti per l'Europa                                  |
| Ana Vasconcelos                     | Portogallo  | Iniziativa Liberale                                                                    |        | Renew Europe                                           |
| Hilde Vautmans                      | Belgio      | Liberali e Democratici Fiamminghi Aperti                                               |        | Renew Europe                                           |
| Adrián Vázquez Lázara               | Spagna      | Partito Popolare                                                                       |        | Gruppo del Partito Popolare Europeo                    |
| Marie-Pierre Vedrenne               | Francia     | Besoin d'Europe (Movimento Democratico)                                                |        | Renew Europe                                           |
| Francesco Ventola                   | Italia      | Fratelli d'Italia                                                                      |        | Gruppo dei Conservatori e dei Riformisti Europei       |
| Sabine Verheyen                     | Germania    | Unione Cristiano-Democratica di Germania                                               |        | Gruppo del Partito Popolare Europeo                    |
| Yvan Verougstraete                  | Belgio      | Les Engagés                                                                            |        | Renew Europe                                           |
| Aurelijus Veryga                    | Lituania    | Unione dei Contadini e dei Verdi di Lituania                                           |        | Gruppo dei Conservatori e dei Riformisti Europei       |
| Annamária Vicsek                    | Ungheria    | Fidesz - KDNP (Fidesz)                                                                 |        | Patrioti per l'Europa                                  |
| Catarina Vieira                     | Paesi Bassi | Sinistra Verde - Partito del Lavoro (Sinistra Verde)                                   |        | I Verdi/Alleanza Libera Europea                        |
| Kristian Vigenin                    | Bulgaria    | Partito Socialista Bulgaro                                                             |        | Alleanza Progressista dei Socialisti e dei Democratici |
| Harald Vilimsky                     | Austria     | Partito della Libertà Austriaco                                                        |        | Patrioti per l'Europa                                  |
| Loránt Vincze                       | Romania     | Unione Democratica Magiara di Romania                                                  |        | Gruppo del Partito Popolare Europeo                    |
| Marianne Vind                       | Danimarca   | Socialdemocratici                                                                      |        | Alleanza Progressista dei Socialisti e dei Democratici |
| Henna Virkkunen                     | Finlandia   | Partito di Coalizione Nazionale                                                        |        | Gruppo del Partito Popolare Europeo                    |
| Anders Vistisen                     | Danimarca   | Partito Popolare Danese                                                                |        | Patrioti per l'Europa                                  |
| Mariateresa Vivaldini               | Italia      | Fratelli d'Italia                                                                      |        | Gruppo dei Conservatori e dei Riformisti Europei       |
| Vlad Voiculescu                     | Romania     | Alleanza Destra Unita (Unione Salvate la Romania)                                      |        | Renew Europe                                           |
| Petar Volgin                        | Bulgaria    | Rinascita                                                                              |        | Europa delle Nazioni Sovrane                           |
| Michael von der Schulenburg         | Germania    | Bündnis Sahra Wagenknecht                                                              |        | Non iscritti                                           |
| Alexandr Vondra                     | Rep. Ceca   | Spolu (Partito Democratico Civico)                                                     |        | Gruppo dei Conservatori e dei Riformisti Europei       |
| Axel Voss                           | Germania    | Unione Cristiano-Democratica di Germania                                               |        | Gruppo del Partito Popolare Europeo                    |
| Elissavet Vozempergk-Vryonidi       | Grecia      | Nuova Democrazia                                                                       |        | Gruppo del Partito Popolare Europeo                    |
| Veronika Vrecionová                 | Rep. Ceca   | Spolu (Partito Democratico Civico)                                                     |        | Gruppo dei Conservatori e dei Riformisti Europei       |
| Thomas Waitz                        | Austria     | I Verdi                                                                                |        | I Verdi/Alleanza Libera Europea                        |
| Maria Walsh                         | Irlanda     | Fine Gael                                                                              |        | Gruppo del Partito Popolare Europeo                    |
| Marion Walsmann                     | Germania    | Unione Cristiano-Democratica di Germania                                               |        | Gruppo del Partito Popolare Europeo                    |
| Jörgen Warborn                      | Svezia      | Partito Moderato                                                                       |        | Gruppo del Partito Popolare Europeo                    |
| Jan-Peter Warnke                    | Germania    | Bündnis Sahra Wagenknecht                                                              |        | Non iscritti                                           |
| Maciej Wąsik                        | Polonia     | Destra Unita (Diritto e Giustizia)                                                     |        | Gruppo dei Conservatori e dei Riformisti Europei       |
| Michał Wawrykiewicz                 | Polonia     | Coalizione Civica (Indipendente)                                                       |        | Gruppo del Partito Popolare Europeo                    |
| Marta Wcisło                        | Polonia     | Coalizione Civica (Piattaforma Civica)                                                 |        | Gruppo del Partito Popolare Europeo                    |
| Manfred Weber                       | Germania    | Unione Cristiano-Sociale in Baviera                                                    |        | Gruppo del Partito Popolare Europeo                    |
| Andrea Wechsler                     | Germania    | Unione Cristiano-Democratica di Germania                                               |        | Gruppo del Partito Popolare Europeo                    |
| Charlie Weimers                     | Svezia      | Democratici Svedesi                                                                    |        | Gruppo dei Conservatori e dei Riformisti Europei       |
| Emma Wiesner                        | Svezia      | Partito di Centro                                                                      |        | Renew Europe                                           |
| Michal Wiezik                       | Slovacchia  | Slovacchia Progressista                                                                |        | Renew Europe                                           |
| Sophie Wilmès                       | Belgio      | Movimento Riformatore                                                                  |        | Renew Europe                                           |
| Iuliu Winkler                       | Romania     | Unione Democratica Magiara di Romania                                                  |        | Gruppo del Partito Popolare Europeo                    |
| Angelika Winzig                     | Austria     | Partito Popolare Austriaco                                                             |        | Gruppo del Partito Popolare Europeo                    |
| Isabel Wiseler-Lima                 | Lussemburgo | Partito Popolare Cristiano Sociale                                                     |        | Gruppo del Partito Popolare Europeo                    |
| Jadwiga Wiśniewska                  | Polonia     | Destra Unita (Diritto e Giustizia)                                                     |        | Gruppo dei Conservatori e dei Riformisti Europei       |
| Tiemo Wölken                        | Germania    | Partito Socialdemocratico di Germania                                                  |        | Alleanza Progressista dei Socialisti e dei Democratici |
| Lara Wolters                        | Paesi Bassi | Sinistra Verde - Partito del Lavoro (Partito del Lavoro)                               |        | Alleanza Progressista dei Socialisti e dei Democratici |
| Lucia Yar                           | Slovacchia  | Slovacchia Progressista                                                                |        | Renew Europe                                           |
| Stéphanie Yon-Courtin               | Francia     | Besoin d'Europe (Renaissance)                                                          |        | Renew Europe                                           |
| Elena Yoncheva                      | Bulgaria    | Movimento per i Diritti e le Libertà                                                   |        | Renew Europe                                           |
| Maria Zacharia                      | Grecia      | Rotta di Libertà                                                                       |        | Non iscritti                                           |
| Ewa Zajączkowska-Hernik             | Polonia     | Confederazione (Nowa Nadzieja)                                                         |        | Europa delle Nazioni Sovrane                           |
| Anna Zalewska                       | Polonia     | Destra Unita (Diritto e Giustizia)                                                     |        | Gruppo dei Conservatori e dei Riformisti Europei       |
| Dainius Žalimas                     | Lituania    | Partito della Libertà                                                                  |        | Renew Europe                                           |
| Alessandro Zan                      | Italia      | Partito Democratico                                                                    |        | Alleanza Progressista dei Socialisti e dei Democratici |
| Javier Zarzalejos                   | Spagna      | Partito Popolare                                                                       |        | Gruppo del Partito Popolare Europeo                    |
| Tomáš Zdechovský                    | Rep. Ceca   | Spolu (Unione Cristiana e Democratica - Partito Popolare Cecoslovacco)                 |        | Gruppo del Partito Popolare Europeo                    |
| Bogdan Zdrojewski                   | Polonia     | Coalizione Civica (Piattaforma Civica)                                                 |        | Gruppo del Partito Popolare Europeo                    |
| Auke Zijlstra                       | Paesi Bassi | Partito per la Libertà                                                                 |        | Patrioti per l'Europa                                  |
| Roberts Zīle                        | Lettonia    | Alleanza Nazionale                                                                     |        | Gruppo dei Conservatori e dei Riformisti Europei       |
| Nicola Zingaretti                   | Italia      | Partito Democratico                                                                    |        | Alleanza Progressista dei Socialisti e dei Democratici |
| Kosma Złotowski                     | Polonia     | Destra Unita (Diritto e Giustizia)                                                     |        | Gruppo dei Conservatori e dei Riformisti Europei       |
| Juan Ignacio Zoido                  | Spagna      | Partito Popolare                                                                       |        | Gruppo del Partito Popolare Europeo                    |
| Željana Zovko                       | Croazia     | Unione Democratica Croata                                                              |        | Gruppo del Partito Popolare Europeo                    |
| Milan Zver                          | Slovenia    | Partito Democratico Sloveno                                                            |        | Gruppo del Partito Popolare Europeo                    |

1. ↑  Seggio vacante, poiché l'elezione non è stata convalidata.

## Modifiche nella composizione

### Europarlamentari uscenti ed entranti
| Uscente            | Entrante               | Stato       | Lista                                                     | Gruppo | Data       |
| ------------------ | ---------------------- | ----------- | --------------------------------------------------------- | ------ | ---------- |
| Martin Hlaváček    | Tomáš Kubín            | Rep. Ceca   | ANO 2011                                                  | PfE    | 01.08.2024 |
| Predrag Fred Matić | Marko Vešligaj         | Croazia     | Fiumi di Giustizia (Partito Socialdemocratico di Croazia) | S&D    | 05.09.2024 |
| Balázs Győrffy     | Csaba Dömötör          | Ungheria    | Fidesz - KDNP (Fidesz)                                    | PfE    | 22.09.2024 |
| Sylvie Josserand   | Séverine Werbrouck     | Francia     | La France Revient! (Rassemblement National)               | PfE    | 27.09.2024 |
| Gaëtan Dussausaye  | Christophe Bay         | Francia     | La France Revient! (Rassemblement National)               | PfE    | 27.09.2024 |
| Marcin Kierwiński  | Anna Gronkiewicz-Waltz | Polonia     | Coalizione Civica (Piattaforma Civica)                    | PPE    | 10.10.2024 |
| Henna Virkkunen    | Sirpa Pietikäinen      | Finlandia   | Partito di Coalizione Nazionale                           | PPE    | 01.12.2024 |
| Roxana Mînzatu     | Andi Cristea           | Romania     | Alleanza PSD PNL (Partito Social Democratico)             | S&D    | 02.12.2024 |
| Christophe Hansen  | Martine Kemp           | Lussemburgo | Partito Popolare Cristiano Sociale                        | PPE    | 03.12.2024 |
| Andrius Kubilius   | Liudas Mažylis         | Lituania    | Unione della Patria - Democratici Cristiani di Lituania   | PPE    | 05.12.2024 |
| Maximilian Krah    | Volker Schnurrnusch    | Germania    | Alternative für Deutschland                               | NI     | 04.04.2025 |